# الدولة الأموية
ٱلدَّوْلَةُ ٱلأُمَوِيَّةُ أو ٱلْخِلَافَةُ ٱلأُمَوِيَّةُ أو دَوْلَةُ بَنِي أُمَيَّة (41 - 132 هـ / 662 - 750 م) هي أكبر دولة وثاني خلافة في تاريخ الإسلام، وواحدةٌ من أكبر الدُّوَلِ الحاكِمة في التَّاريخ. كان بنو أُميَّة أُولى الأُسر الحجازية المُسلمة الحاكِمة؛ إذ حكموا من سنة 41هـ (662م) إلى 132 هـ (750م)، وكانت عاصمةُ الدَّولة في مدينة دمشق. بلغت الدَّولة الأُمويَّة ذروة اتساعها في عهد الخليفة العاشر هشام بن عبد الملك؛ إذ امتدت حُدودها من أطراف الصين شرقاً حتى جنوب فرنسا غرباً، وتمكنت من فتح إفريقية والمغرب والأندلُس وجنوب الغال والسند وما وراء النهر.
يرجع نسب الأُمويّين إلى أميَّة بن عبد شمس من قبيلة قُريش، وكان لهم دورٌ هام في عهد الجاهلية وخلال العهد الإسلاميّ. أسلَم معاوية بن أبي سفيان في عهد الرَّسول مُحمد، وتأسست الدَّولة الأُمويَّة على يده، وكان قبل ذلك واليًا على الشام في عهدِ الخليفة عُمر بن الخطَّاب، ثم نشب نزاع بينه وبين علي بن أبي طالب بعد فتنة مقتل عثمان، حتى تنازل ابنه الحسن عن الخلافة لصالح معاوية بعد مقتل أبيه علي، فتأسست الدولة الأمويَّة بذلك. أخذ معاوية عن البيزنطيين بعض مظاهر الحكم والإدارة؛ إذ جعل الخلافة وراثيَّة عندما عهد لابنه يزيد بولاية العهد، واتخذ عرشًا وحراسًا، وأحاط نفسه بأبَّهة الملك، وبنى له مقصورة خاصَّة في المسجد، كما أنشأ ديوان الخاتم ونظام البريد. بعد وفاة إبنه يزيد اضطربت الأمور؛ فطالب عبد الله بن الزبير بالخلافة، ثم تمكن عبد الملك بن مروان بن الحكم من هزيمته وقتله في مكة سنة 73 هـ، فاستقرت الدولة مجددا.
جرت أكبر الفتوحات الأموية في عهد الوليد بن عبد الملك؛ فاستكمل فتح بلاد المغرب، وفُتحت الأندلس بكاملها، كما فُتحت السند بقيادة عدة قادة من أشهرهم سنان بن سلمة الهذلي ومحمد بن القاسم الثقفي وبلاد ما وراء النهر بقيادة قتيبة بن مسلم الباهلي، ثم جاء بعده الخليفة سليمان بن عبد الملك الذي توفي مرابطًا في مرج دابق لإدارة حصار القسطنطينية، ثم الخليفة الزاهد عمر بن عبد العزيز، الذي يُعد من أفضل الخلفاء الأمويين سيرةً، ثم ابن عمه يزيد بن عبد الملك، ثم أخوه هشام الذي فُتح في عهده جنوب فرنسا، وكان عهده طويلا وكثير الاستقرار، وبعد موته دخلت الدولة في حالة من الاضطراب الشديد، حتى سيطر مروان بن محمد على الخلافة، فأخذ يتنقل بين الأقاليم، ويقمع الثورات والاضطرابات، ثم التقى مع العباسيين في معركة الزاب فهُزم وقُتل، وكانت نهاية الدولة الأموية.
شهد عهد الدولة الأموية ثورات وفتنا كثيرة، وكان منفذو أغلب هذه الثورات إما الخوارج وإما الشيعة، كما اعترض الحسين بن علي على حكم يزيد فلم يبايعه، بل قاومه وخرج من مكة إلى العراق مستجيبا لمن بايعوه، فَتَصَدّتْ له جيوش الأمويين في معركة كربلاء التي انتهت بمقتله، وقامت بعدها ثورات شيعية كثيرة للثأر له؛ منها ثورة التوابين وثورة المختار الثقفي، ثم هدأوا بعد قمعهما أكثر من نصف قرن حتى ثورة زيد بن علي. ثار الخوارج مرارا وتكرارا ولم يهدأوا إلا لقرابة عشرين عاما بين أواسط عهد عبد الملك وبداية عهد يزيد. وقد كان لأشهر ولاة الأمويين الحجاج بن يوسف الثقفي دور كبير في إخماد هذه الثورات وتهدئتها خلال أواخر القرن الأول الهجري، خصوصا أنه كان والي العراق والمشرق، الذي كان – وخصوصاً مدينة الكوفة –  مركز ألد أعداء الحكم الأموي، فيما كانت الشام تعد حليفة الأمويين وعاصمتهم، وكان من أشرس الثورات التي قامت على الدولة الأموية ثورتا عبد الله بن الزبير وعبد الرحمن بن الأشعث.
سقطت الدولة الأموية على يد القائلين بأحقية آل البيت بِالخلافة، وبعد فشل ثورات القائلين بأحقية سلالة علي بن أبي طالب بالخلافة تحولت الدعوة إلى القائلين بأحقية سلالة العباس بن عبد المطلب عم النبي محمد بالخلافة. وقد تطور الحزب العباسي تطورًا تدريجيًا، والتزم الهدوء طوال عهود القوة الأموية، واستغل ضعف الاقتصاد لتفجير ثورته، وفضلا عن ذلك يرى المؤرخ العراقي عبد العزيز الدوري أن العباسيين قد استغلوا أيضًا التمييز العنصري والطبقي الذي كان يمارسه الأمويون بين العرب وغير العرب في الوظائف والضرائب والجيش، فكونوا بذلك قاعدة شعبية عريضة لدى غير العرب، خصوصًا في أوساط فلاحي الريف وعمال المدن الفقراء. وقد قام أبو مسلم الخراساني بإعلان قيام الدولة العباسية في خراسان، وحارب نصر بن سيار الوالي الأموي فيها، وانتصر عليه، ثم احتلّ مدينة مرو، ومنها انتقل زعيم الحركة أبو العباس إلى الكوفة في أغسطس سنة 742م بشكل سري، وظل مختفيًا حتى 29 أكتوبر 750م، الموافق فيه 12 ربيع الأول سنة 132هـ حين بايعه أهل الكوفة بالخلافة، لتدخل عملية خلق الدولة العباسية مرحلتها الأخيرة؛ إذ التقى على إثر ذلك الجيش الأموي بقيادة مروان بن محمد وجيش العباسيين بقيادة أبي العباس قرب نهر الزاب شمال العراق بين الموصل وأربيل، وكانت الغلبة للعباسيين، الذين أتموا فتح العراق وانتقلوا منها إلى بلاد الشام ومصر؛ حيث طاردوا فلول الجيش الأموي، وقتلوا الخليفة مروان بن محمد في معركة بوصير. وبفتحهم مصر دانت لهم سائر الأمصار التي كانت تابعة للأمويين، وتأسست الدولة العباسية، ثالث مراحل تاريخ الخلافة.

## التاريخ

### التأسيس وخلافة معاوية

الدولة الإسلامية بعد فتنة مقتل عثمان، المناطق الملونة باللون الأخضر هي التي يُسيطر عليها الخليفة علي بن أبي طالب، وأما الأحمر فهو ولاية الشام تحت سلطة معاوية بن أبي سفيان، والأزرق ولاية مصر تحت سلطة عمرو بن العاص.

في أواسط عهد الخليفة عثمان بن عفان اشتعلت الفتنة في الدولة الإسلامية، وأخذت بالانتشار شيئًا فشيئًا، ثمَّ أدت إلى مقتله في شهر ذو الحجة من عام 35هـ (يونيو عام 656م)، ولكن الفتنة لم تنته بذلك، فجاءَ عهد علي بن أبي طالب مليئًا بالقلاقل والنّزاعات الّتي فشل في إنهاء مُعظمها. وفي النهاية اتفق في شهر رمضان من عام 40هـ (ديسمبر عام 660م) ثلاثة من الخوارج - هُم عبد الرحمن بن ملجم والبرك بن عبد الله التميميّ وعمرو بن بكر التميميّ السعديّ - على أن يَقتل الأول منهم عليَّ بن أبي طالب، وأن يقتل الثاني معاويةَ بن أبي سفيان -والي الشام آنذاك- وأن يقتل الثالث عمرو بن العاص -والي مصر آنذاك- معا في نفس الليلة، فنجح الأول في مهمّته، وأما الاثنان الآخران ففشلا وقُتلا. كان معاوية واليا على الشام منذ سنة 18 هـ، وذلك بعد أن عيَّنه عمر بن الخطاب، وعلى الرَُغم من حصول بعض الخلافات بينه وبين عليّ، وخوضه معركة صفين ضده، أصرَّ على عدم ترك ولايته، وظلَّ والي الشام حتى مقتل علي.
بعد مقتل علي مُباشرة بايع أهل العراق ابنه الحسن على الخلافة، فيما بايع أهل الشام بدورهم معاوية بن أبي سفيان. وهُنا حشد معاوية جيوشه، وسار إلى الحسن، غير أن الحسن رفضَ القتال، وراسل معاوية للصُّلح، فسر هذا سرورا كبيرا بالعرض ووافق عليه، وعُقد الصلح في شهر ربيع الثاني سنة 41 هـ (أغسطس سنة 661 م)، وهكذا تنازل الحسن عن الخلافة لمعاوية، وسُمّي ذلك العام بعام الجماعة؛ لأن المسلمين اتفقوا فيه على خليفة لهم بعد خلاف طويل دام لسنوات. كانت حركة الفتوحات الإسلامية قد توقّفت تماما منذ اشتعال فتنة مقتل عثمان سنة 35 هـ، وظلّت متوقفة طوال عهد علي بن أبي طالب؛ حيث كانت الدولة منشغلة بنزاعاتها الداخلية، لكن بعد الاجتماع مجددا على خلافة معاوية عادت الفتوحات من جديد، وقد ركّزت الفتوحات في عهده على الحرب ضد البيزنطيين (في شمال أفريقيا والجبهات البحرية)، وفتوحات المشرق (في سجستان وخراسان وبلاد ما وراء النهر). توقّفت الفتوحات في أرض الأناضول منذ فترة طويلة قبل حكم معاوية عند سفوح جبال طوروس قربَ مدينة مرسين، وهُناك أقام كل من المسلمين والروم على جانبي الحدود حصونا وقلاعا كثيرة، وعلى الرَُغم من الغزوات الكثيرة التي شنّها المسلمون في عهد معاوية (خصوصًا الصوائف والشواتي) لم تتغير حدود الدولتين كثيرا. لكن من أبرز أحداث عهده تمكّن المسلمون من استعادة أرمينية، (وكانوا قد فتحوها سابقا، لكنهم خسروها في أيام الفتنة)، بالإضافة إلى بعض غزوات الصوائف والشواتي التي تمكّنت من التوغل في الأناضول حتى عمورية (وهي قريبة من مدينة أنقرة).
كما أرسل معاوية سنة 49 هـ (وقيل أيضاً سنة 50 هـ، أي 669 أو 670 م) حملته الأولى لفتح القسطنطينية، وكانت بقيادة سفيان بن عوف الأزديّ، لكنها فشلت، ثم حل الشتاء وصعبت ظروف القتال، وفي آخر الأمر عادت خاسرة إلى الشام، وقُتل فيها الكثير من المسلمين بينهم الصحابيّ أبو أيوب الأنصاري. ثم أرسل حملته الثانية بقيادة فضالة بن عبيد الأنصاري سنة 53 هـ (673 م)، وتمكّن الأسطول في طريقه من فتح جزيرتي أرواد ورودس الواقعتين على ساحل آسيا الغربيّ، وقد أقام جيش المسلمين فيهما سبع سنين، وجعلهما قاعدتين لحصار القسطنطينية منهما، ولذلك سُميت أيضا بـ«حرب السنين السبع»، وكان المسلمون يُحاصرون المدينة خلال الصيف، ثم يرحلون في الشتاء، غير أن الروم صمدوا، واضطّرَّ معاوية بن أبي سفيان في النهاية إلى سحب الأسطول وإعادته إلى قواعده دون فتح القسطنطينية في سنة 60 هـ (680م).
وضع معاوية بن أبي سفيان عقبة بن نافع قائدا لجيش المغرب، وكان هو الذي قادَ العديد من الحملات في عهد معاوية في تلك البلاد، وفيها بنى عقبة، بإذن من معاوية، مدينة القيروان، وذلك بين سنتي 50 و55 هـ لتُصبح مركزا للمسلمين تنطلق منه قواتهم للغزوات، وذلك بعد أن توسَّعت بلادهم وأصبحت أرض مصر بعيدة، كما عقدَ، هو وأبو المهاجر دينار من بعده، الكثير من اتفاقيات الصُّلح مع بربر المغرب، وأقاما معهم علاقات طيّبة، ونجحا في إدخال الكثير من قبائلهم في الإسلام. وعسكرياً، تابعت فتوحات المغرب سيرها في عهد معاوية حتى فُتحَ أغلب المغرب الأوسط، ووصلت جيوش المسلمين إلى تلمسان. وأما في جبهة الشرق، فقد فتحَ المسلمون سجستان فقوهستان (قهستان) في سنتي 43 ـ 45 هـ، وغزو بلاد اللان وما وراء النهر والسند وجبال الغور، وأرسل معاوية بن ابي سفيان القائد سنان بن سلمه الهذلي وولاه ثغر الهند. وافتتح الكثير من المدن والمناطق غير أن أهالي هذه المناطق كانوا يَنكثون العهد مرة بعد أخرى، فعاد المسلمون لفتحها مجددا؛ مرارا وتكرارا. كان من أبرز التغيرات على الصَّعيد السياسيّ في عهد معاوية بن أبي سفيان، أنه نقلَ عاصمة الدولة من الكوفة إلى دمشق، (بعد أن كان علي قد نقلها من المدينة إلى الكوفة)، وقد أثار هذا سخطَ بعض أهل العراق والحجاز. كما شهدت الدولة في عهده فترة من الاستقرار والرخاء، ومُتابعة الفتوحات بعد توقف طويل. وقد ألغى معاوية في عهده نظام مجلس الشورى، وقد أنشأ نظاما للشرطة لحمايته وحراسته يُعيِّنه بنفسه، كما طوَّر ديوان البريد وأنشأ ديوانا جديدا لتنظيمه أكثر هو ديوان الخاتم.

### انتقال الحكم إلى المروانيين

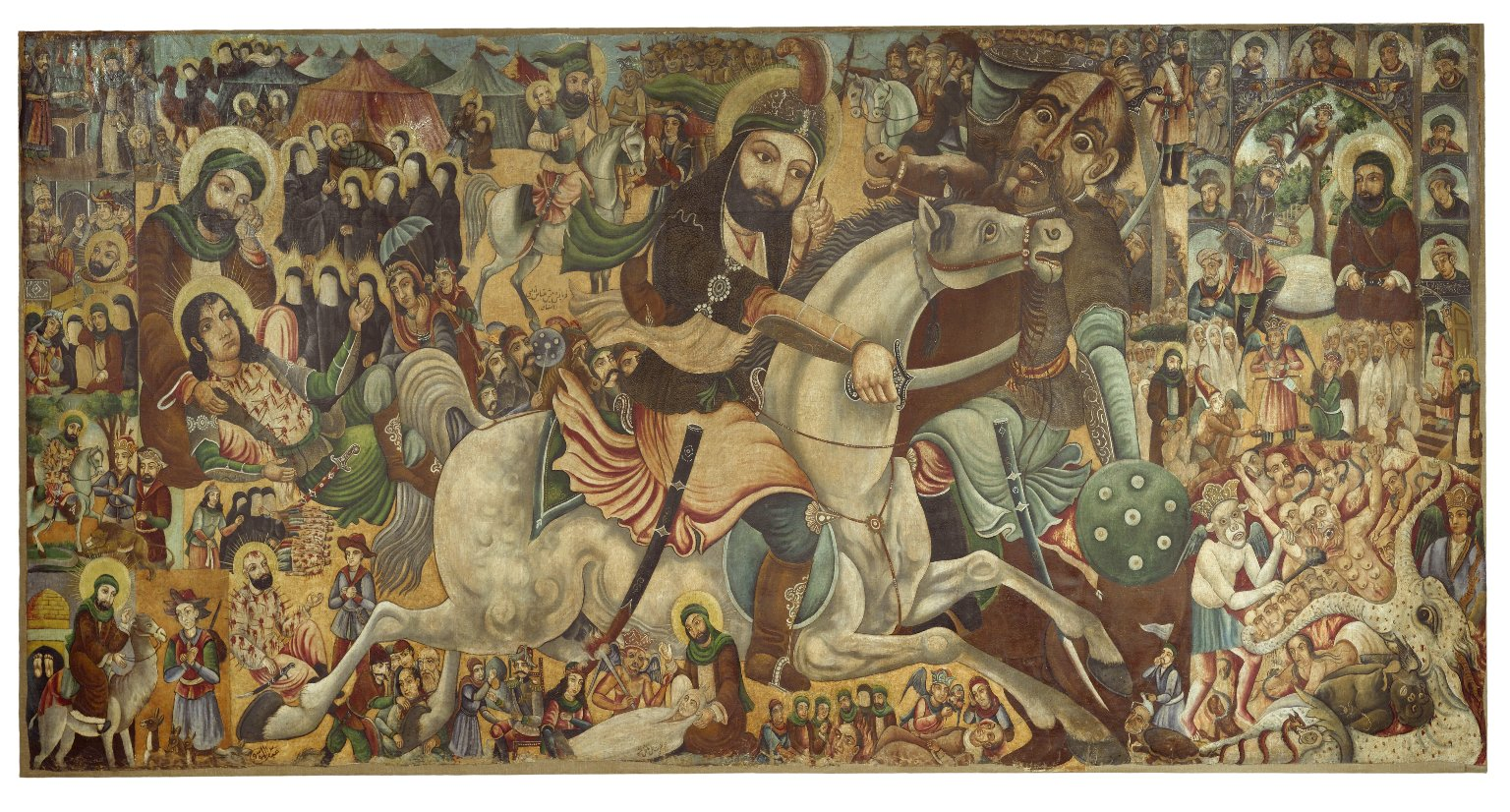
لوحة لمعركة كربلاء معروضة في متحف بروكلين.

قامت -داخليًّا- الكثير من القلاقل في بداية عهد معاوية بن أبي سفيان؛ حيث حاولَ الخوارج أن يثوروا من جديد على الخلافة، ولذلك قاتلهم معاوية، وبحلول عام 45هـ نجحَ في إخماد ثورتهم، وعادَ الاستقرار الداخليُّ إلى الدولة، وظلَّ الوضع كذلك حتى وفاة معاوية في شهر رجب، سنة 60هـ، (شهر أبريل سنة 680 م). وكان معاوية قد جعل أهل الشام والمدينة يُبايعون ابنه يزيد منذ سنة 50هـ، فكان ذلك، وأصبح يزيد وليَّ العهد، وقد كان يزيد بن معاوية بعيدًا عن دمشق، وقت وفاة والده، فأخذ الضحاك بن قيس له البيعة، وعندما عاد بدأت الوفود بالقدوم لتعزيته في وفاة أبيه، وتهنئته بالخلافة.
أعاد يزيد تعيين عقبة بن نافع قائدًا لجيوش المغرب، فقادَ هذا حملته الكبيرة سنة 62 هـ / 681 م، التي عبرَ فيها ساحل شمال أفريقيا بأكمله حتى بلغ مدينة طنجة على سواحل المحيط الأطلسي، وهُناك قال مقولته الشهيرة: «اللهم اشهد أني قد بلغت المجهول، ولولا هذا البحر لمضيتُ في البلاد، أقاتل من كفر بك حتى لا يُعبَد أحدٌ دونك». لكن عندما كان عائدًا من حملته هذه لم يَكن معه سوى جيش صغير من 300 مقاتل، بعد أن سرَّحَ معظم جيشه وتركه يَسير أمامه على مسافة بعيدة، وعلمَ بذلك الرُّوم، فتحالفوا مع الأمير البربري كسيلة بن كمرم (الذي كان قد أسلم، لكنه ضغن لعقبة لأنه كان قد أهانه قبل ذلك) ونصبوا كمينًا لجيش المسلمين، وقُتلَ في الكمين عقبة بن نافع وكل من كانوا معه، كما قتلَ في الكمين قائد المغرب السَّابق أبو المهاجر دينار، وكان ذلك في عام 63 هـ / 683 م. وعلى إثرِ اندحار جيش المسلمين تمكّن كسيلة، على رأس جيوش البربر من شقّ طريقه بسهولة، واستعادة أرض إفريقية ومدينة القيروان، ومضى زمنٌ طويل قبل أن يَستعيد المسلمون هذه المناطق، واضطرُّوا على إثر ذلك إلى الانسحاب حتى إقليم برقة. كما شهدَ عهد يزيد بعض الفتوحات المحدودة في المشرق بخراسان وما وراء النهر. لكن ظهرت مُشكلة جديدة مع بداية عهد يزيد؛ فقد كان من ضمن شروط تنازل الحسن عن الخلافة لمعاوية أن يُصبح هو الخليفة بعد وفاة معاوية، غير أنه توفِّيَ قبل معاوية بعشر سنوات، وعندما حدثَ ذلك اجتمع أهل الكوفة في بيت سليمان بن صرد الخزاعيّ، واتفقوا على مُراسلة أخيه الحسين بن علي بن أبي طالب بالقدوم إليهم لمُبايعته على الخلافة. وقد ارتاب عبد الله بن عباس من هذه الدعوة، ونصح الحسين بالحذر من أهل الكوفة وعدم الاستجابة لهم، غير أن عبد الله بن الزبير حثّه على الذهاب، وأقنعه بالاستجابة لهم، فاقتنع الحسين بذلك. وكان الحسين قد رفضَ بيعة يزيد من قبل، (وكان معارضًا لها منذ تعيينه وليًّا للعهد)، وعندما جاءته رسائل أهل الكوفة أرسل ابن عمِّه مسلم بن عقيل بن أبي طالب ليستطلع الأوضاع، فبايعه هناك أكثر من 12,000 من أهل المدينة، وعندما علمَ يزيد بذلك عزلَ النعمان بن بشير عن ولايتها، وعيَّن مكانه عبيد الله بن زياد، فقبضَ هذا سريعًا على مسلم بعد أن تركه أهل الكوفة وانفضُّوا عنه وقتله. ووصلت هذه الأخبار إلى الحسين وهوَ في طريقه، لكن رجاله -وكان عددهم 70- أصرُّوا على مواصلة السير للثأر لمسلم، والتقى هؤلاء قربَ كربلاء بجيش يفوقهم عددًا بـ50 ضعفًا بقيادة عمر بن سعد بن أبي وقاص، وعلى الرغم من عرض الحسين السلام أصرَّ عمر على أن يُسلِّم الحسين نفسه كأسير حرب أو أنه سيبدأ القتال، ورفضَ الحسين، فوقعت معركة كربلاء في 10 محرم سنة 61 هـ / 12 أكتوبر 680 م، وقُتلَ الحسين وكل من كان معه، وكانت تلك بادرة لانقسامات كبيرة في الدولة الإسلامية ستدوم قرونًا طويلة.
كان عهد يزيد بالإجمال مليئًا بالفتن والقلاقل والانقسامات، ولذلك سُمي بـ«الفتنة الثانية»، وكان من أكبر هذه الفتن في عهده مقتل الحسين، ويَبقى حادثا آخر إلى جانبها؛ فعندما قُتلَ الحسين استغلَّ عبد الله بن الزبير الحدث ليُشهِّر بيزيد، ويُحرض أهل الحجاز عليه، وبالفعل بايعه أهل الحجاز ومصر، وحاصروا بني أمية في المدينة بمنزل مُروان بن الحكم، فغضب يزيد غضبًا جمًّا، وأرسل إلى المدينة جيشًا بقيادة مسلم بن عقبة، وأمره بمحاصرتهم ثلاثة أيام، فإن أبوا إطلاق سراح بني أمية ومُبايعته فليقاتلهم. وعندما بلغَ المدينة دخلها من جهة تُسمَّى الحرة، وهناك التقى أهلها، لكنهم رفضوا مبايعة يزيد، فكانت موقعة الحرة، وكان ذلك سنة 61هـ، وهُزمَ أهل المدينة، وقُتِلَ منهم 300، ودخل مسلم المدينة عنوة واستباحها، وقتل الكثير من أهلها، وأجبرهم على مُبايعة يزيد بالقوَّة. وبعد هذه الأحداث سارَ مسلم نحو مكة للقضاء نهائيًّا على ثورة ابن الزبير، وقد توفِّيَ مسلم في الطريق إلى مكة، فأكمل قيادة الجيش «الحصين بن نُمير»، لكن عندَ وصوله وجدَ ابن الزبير ورجاله مُعتصمين في الكعبة؛ أملًا في الحصول على الأمان، نظرًا لحرمتها، وعلى الرغم من ذلك نصبَ جيش يزيدالمنجنيقات حول الكعبة وأخذ يضربها، وكان ذلك في صيف عام 64هـ (683 م)، لكن سُرعان ما وصلت أنباء وفاة الخليفة يزيد، فاضْطَرَب الجيش لذلك، وعادَ إلى الشام تاركًا ابن الزبير دون قتله.

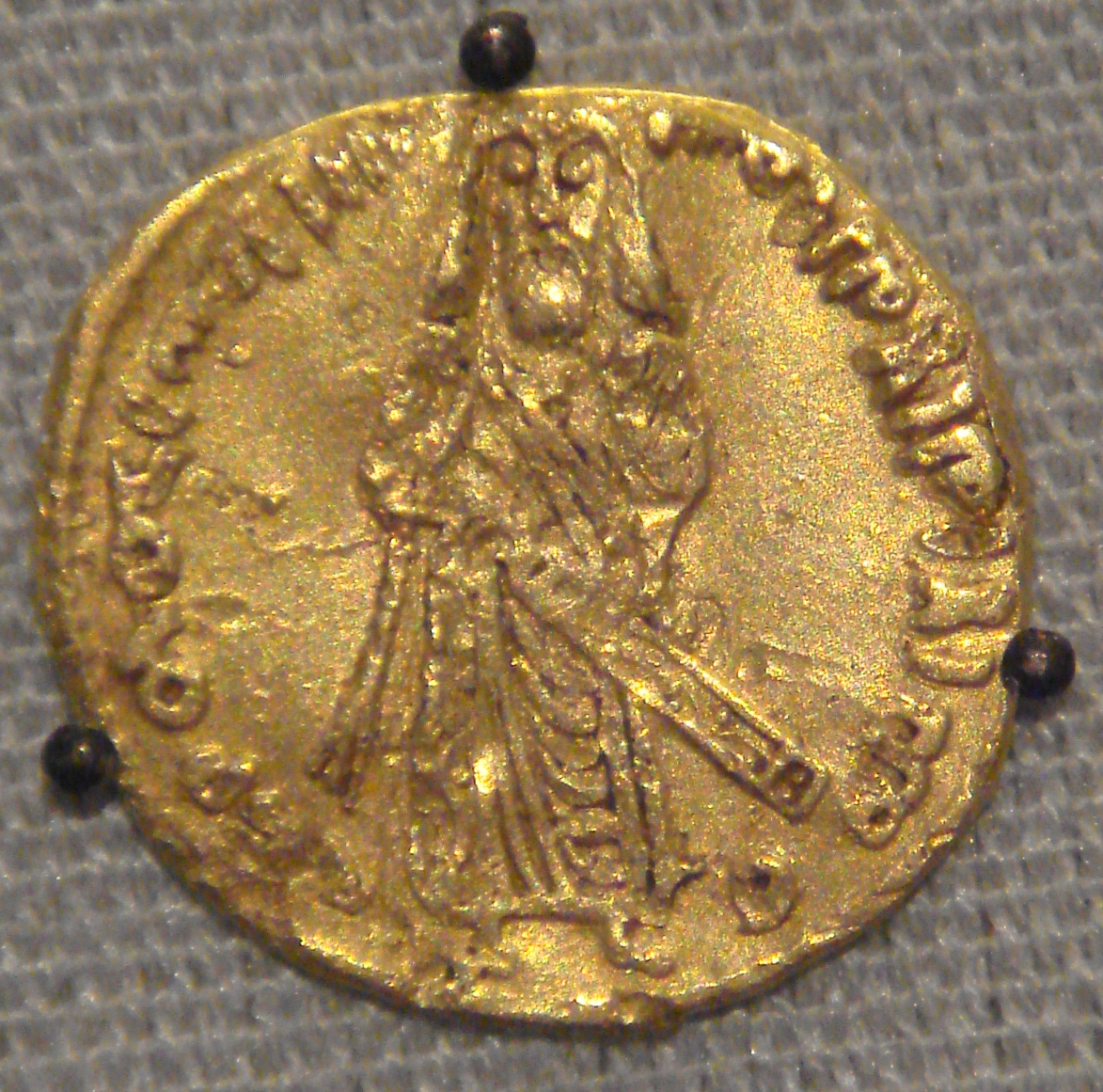
سك نقدي نقش عليه عبد الملك بن مروان بن الحكم، وهو ثاني الخلفاء المروانيين في الدولة الأموية.

كان يُفتَرض أن يَرث معاوية بن يزيد الحُكم بعد أن عيَّنه والده وليًّا للعهد قبل وفاته، لكنه تنازل عن الخلافة، وقال إنه لا يُمكنه حمل عاتقها، وتوفِّي بعد ذلك بأسابيع، وهُنا تقدم شيخ بني أمية، ووالي المدينة مروان بن الحكم وطالبَ بالخلافة لنفسه، فبايعه أهل المدينة واليمن، غير أن ابن الزبير أعلنَ نفسه خليفة في الآن ذاته، وبايعه أهل العراق ومصر؛ بل ومعظم أهل الشام، ومنهم الضحاك بن قيس الفهريّ، فسارَ إليه مروان، والتقاه في معركة مرج راهط، وقُتل الضحاك في المعركة وبُويع مروان، وقد استعادَ أيضًا مصر دون قتال كثير، كما أنه قضى سريعًا على ثورة التوابين عندما واجه عبيد الله بن زياد بجيش قوامه 60,000 مقاتل، مقابل 3,000 ثائرٍ، غير أن مروان سُرعان ما توفِّي في شهر رمضان سنة 65هـ (685 م)، بعد حكم دامَ عشرة شهور. وقد تابع بعده ابنه عبد الملك، لكنه استلمَ الحكمَ وبلادُ المسلمين مقسومةٌ بين خمس دول؛ فإلى جانب الدولة الأموية في مصر والشام كانت هناك دولة ابن الزبير في الحجاز والعراق، كما نجحَ المختار الثقفي بعد ثورته في السَّيطرة على الكوفة، وسيطر بعض الخوارج بعد ثورتين على إقليمي الأهواز والنجدات. سُرعان ما قضى مصعب بن الزبير بجيشه على المختار الثقفي، والتحمَ عبد الملك بعد ذلك معه في «معركة دير الجاثليق» سنة 71هـ فاستعاد العراق، وفي آخر الأمر أرسلَ جيشًا بقيادة الحجاج بن يوسف الثقفي إلى مكة سنة 73هـ، فحاصرَ ابن الزبير هُناك في الكعبة، وضربَ الكعبة بالمنجنيقات كما حدثَ من قبل، فأصابت الحجارة ابن الزبير وصرعته. كوفئ الحجاج بأن أصبح واليَ العراق والمشرق، وهكذا استتبَّ الحكم أخيرًا لخليفة واحد في البلاد بعد أن عصفَت الصراعات الداخلية بالدولة الأموية لعقد ونصفٍ تقريبًا، وسُميت سنة 73هـ بـ«عام الجماعة الثاني».

### عهد عبد الملك وأبنائه
لم تستتبَّ الأمور تمامًا في الدولة بسقوط الدولة الزبيرية؛ إذ ظلّت مشكلة الخوارج قائمةً، فلذلك كلّف عبد الملك المُهلَّب بن أبي صفرة الأزدي بقتالهم، وفي سنة 76هـ هاجمَ صالحُ بن مسرح وشبيبُ بن يزيد الخارجي خيلًا لمحمَّدِ بن مروانَ، (والي الجزيرة)، وسرقاها، وكان معهم آنذاك 120 شخصًا، وقد بايعوا جميعا شبيبًا، من أهل البصرة، على الخلافة، وذلك بعد أن نادى بها لنفسه، وبعدها دخلَ في حرب طويلة مع والي العراق والمشرق -الحجاج بن يوسف- الذي سيَّر إليه جيوشًا ضخمة، وقيل إنه خاضَ مع شبيب 83 معركة في 100 يوم، ولم يَربح منها كلِّها سوى معركة واحدة، وفي آخر الأمر فرَّ شبيب من جيوش الحجاج، ولكنه سقطَ في نهر بينما كان يَعبر جسرًا في الأهواز، وغرق بسبب ثقل دروعه، وكان ذلك سنة 73هـ، وبعدها لم تقم للخوارج قائمة حتى عهد عمرَ بنِ عبد العزيز.

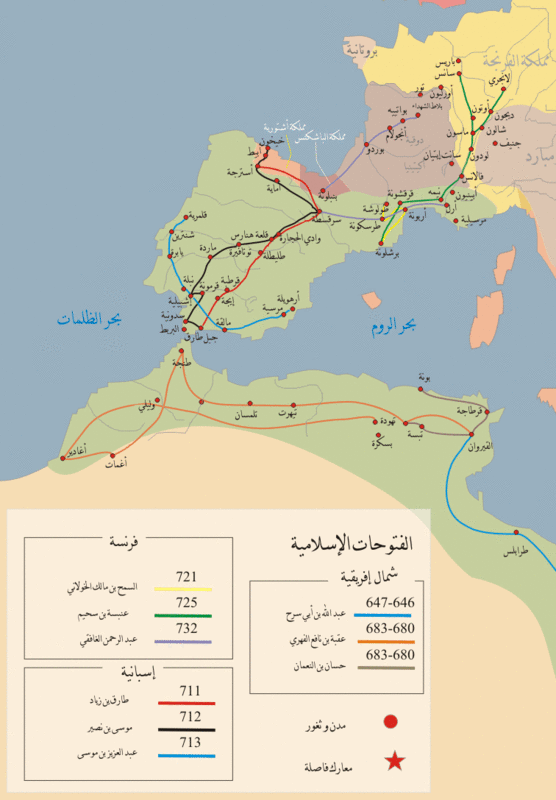
الفتوحات الإسلامية في المغرب والأندلس منذ أيام عقبة بن نافع وحتى عبد الرحمن الغافقي.

تسبَّبت النزاعات الداخلية في الدولة في بشلِّ حركة الفتوحات لعقد تقريبًا، لكن عندما اتّحدت الدولة أخيرًا من جديد في عام 73هـ، (عام الجماعة الثاني)، عادت الفتوحات من جديد؛ فتولَّى زهيرُ بنُ قيس البلوي قيادة جبهة المغرب بعد موتِ عقبةَ بنِ نافع، وعزمَ على الثأر له، غير أنه لم يَستطع التحرك حتى عام 69هـ، وذلك بسبب مشكلات الدولة الداخلية، وحينها قادَ جيشه نحوَ المغرب، واستعاد القيروان، وقتل قائد البربر كسيلة في «معركة ممس»، لكنّه قُتِلَ بدوره في كمين بيزنطيٍّ خلال عودته سنة 71هـ. وبعد مقتل ابن الزبير عَيَّن عبدُ الملك حسانَ بنَ النعمانِ مكان زهير، وأعطاه جيشًا ضخمًا من الشام ومصر، قوامه 40,000 مقاتل، وتمكّن من القضاء على الوجود البيزنطيّ في شمال أفريقيا، كما دمّر مدينة قرطاجية -أكبر مركز بيزنطي في المنطقة- بعد أن اقتتل فيها مع الروم والبربر، وأجبرهم على الهرب نحو صقلية والأندلس، لكنه مع ذلك هُزم على يد الكاهنة التي كانت تقود البربر خلفًا لكسيلة، وبعدها عادَ الروم البيزنطيون إلى قرطاجية، وعاثوا فيها فسادًا، ولكن عبد الملك لم يَستطع إمداده بجيش لمقاومتهم، ولكن في سنة 82هـ وصل المدد إليه، فتوجه لقتال البربر، وتمكن من قتلِ كاهنتهم، ثم فتح فاس وقرطاجية وجلَّ المغرب، وبنى قربَ قرطاجية مدينة تونس، التي لاتزالُ قائمة إلى اليوم. وأما على جبهة الشام والأناضول فقد اضطرَّ عبد الملك إلى مصالحة البيزنطيين، ودفع مالا لهم أثناء صراعه مع ابن الزبير؛ لأنه لم يَكن يستطيع الدفاع ضد هجماتهم، لكن بعد انتهاء الصراع سنة 73هـ، (692 م)، كانت لعثمان بن الوليد موقعة كبيرة معهم في أرمينية؛ حيث التقى 60,000 منهم بجيش قوامه 4,000، فهزمهم وقتل الكثير منهم، وتُعرف هذه الموقعة بـ«معركة سبياستوبولس»، وقد تبعها فتحُ مُجمَل أرمينية وضمُّها إلى الدولة الأموية.
كانت هناك غزوات كثيرة في عهد عبد الملك لبلاد ما وراء النهر، لكنها لم تُفتَح؛ حيث كان المسلمون يغزونها ويغنمون منها ثمَّ يَنسحبون عائدين إلى معاقلهم، ومن أبرز غزواتهم غزوة بخارى سنة 80هـ. وقد كان من ملوك هذه الأراضي الكبار ملك يُسمَّى «رتبيل»؛ غزاه المسلمون مراراً وتكراراً، فغزاهم سنة 79هـ، وقتل أميرهم «عبيد الله بن أبي بكرة»، فجهَّز الحجاج بن يوسف جيشًا كبيرًا، سُمي بـ«جيش الطواويس»، وأعطاه لعبد الرحمن بن الأشعث ليغزو به رتبيل، وذلك (على الرغم من البغض المتبادل الذي كان بين عبد الرحمن والحجاج)، فغزا ابن الأشعث رتبيل، وفتح الكثير من أراضيه، لكنه أوقفَ القتال ولم يُكمل الفتوحات بعد ذلك، إنّما حرَّض جيشه على الحجاج وعلى خلعه بل وخلع الخليفة، فوافقوه وبايعوه، وكانت تلك بداية واحدة من أعنف الثورات ضد الحُكم الأموي على الإطلاق، مع أن وازعها لم يَكن دينيًّا أو مذهبيًّا، إنما شخصيًّاً. دخل ابن الأشعث البصرة وتبعه أهلها، ثم طُردَ منها فذهب إلى الكوفة، وقربها دارت وقعة دير الجماجم سنة 83هـ وهُزمَ فيها، فهربَ إلى سجستان وانتحرَ هناك. كان والي العراق والمشرق (خراسان وسجستان وغيرها) طوالَ عهد عبد الملك، وجزء كبير من عهد ابنه من بعده هو الحجاج بن يوسف الثقفي، وقد كان له دورٌ كبيرٌ في إخماد الخوارج وتهدئة الأوضاع في العراق، بعد أن عصفت بها الثورات طوال العقود السابقة؛ حيث اتَّخذ سياسة ترهيب ضدَّ أهلها، وكان يُلاحق قادة الخوارج، وكل من يَدعون لعصيان الخليفة وقتل الكثير منهم، وقد خلَّف هذا سمعة سيّئة للدولة الأموية عند أهلها (على الرغم من أنهم كانوا بالفعل بيغضون الأمويين)، كانت سببًا مهمًّا وبارزًا في سُقوط الدولة لاحقًا، كما فصلت بين أهل الشام كمؤيدين للخلافة، وأهل العراق كمعارضين لها. وقد منحَ هذا الأمر الحجاج سُمعة سيئة في العراق، ويَقول البعض عنه إنه قتلَ 100 ألف من أهلها، ولو أن مثل هذا الرَّقم غير مُثبَت.
كان من أبرز الإنجازات في عهد عبد الملك أيضًا بناء مسجد قبة الصخرة في القدس بجوار المسجد الأقصى سنة 691م، كما أنه عرَّب الكثير من الدواوين، وعرب سكَّ النقود للمرة الأولى في تاريخ الدولة. وقد توفِّيَ عبد الملك بن مروان بن الحكم في شهر شوال، سنة 86هـ، (أكتوبر سنة 705م)، تاركًا الحكم لابنه الوليد، وقد جرت في عهده فتوحات عظيمة، وبلغت فيه الفتوحات الأموية ذروتها؛ حيث يُمكن عدُّها الذروةَ الثانيةَ للفتوحات الإسلامية بعدَ أيام عمرَ بنِ الخطاب وعثمانَ بنِ عفان.

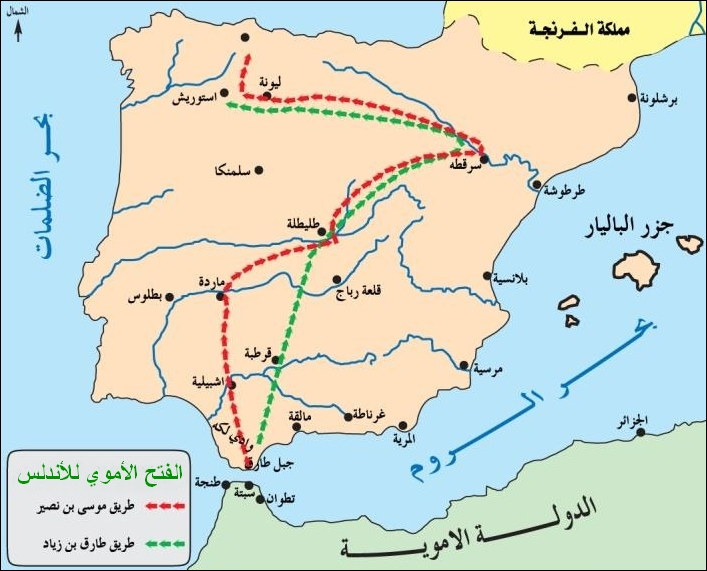
مسار الحملات العسكرية لفتح الأندلس على يدي موسى بن نصير وطارق بن زياد في عهد الوليد بن عبد الملك.

عُزلَ حسان عن المغرب في عهد عبد الملك، وعُيِِّن مكانَه موسى بنُ نصير سنة 86 هجريا، فسارَ على رأس جيش كبير، وأتمَّ فتح المغرب، ونجحَ في إدخال الكثير من قبائل البربر في الإسلام، وفي سنة 90هـ وصل إلى مدينة طنجة ففتحها، ووضعَ فيها حامية من 12,000 رجل بقيادة طارق بن زياد الليثي. وحسبَ ما رواه الذهبي فقد جهَّزَ موسى بن نصير ابنه عبد الله للفتح منذ عام 86هـ، عندما أمره بفتح جزيرتي ميورقة ومنورقة الواقعتين على ساحل الأندلس، لكن هناك أيضًا رواية أخرى -رواها ابن الأثير- تذكر أنَّ أمير مدينة سبتة «يوليان» دعا ابن نصير بنفسه لفتح الأندلس، وتخليصه من حكم القوط الغربيين (حكام الأندلس آنذاك)، وأخبره بأن البلاد كانت في حالة من الفوضى والنزاعات الداخلية، لذا فإنه لن يشهد مقاومة كبيرة، وعلى إثر ذلك استأذن ابنُ نصير الخليفةَ في فتح الأندلس، فأذن له على أن يتأكد من حسن نوايا يوليان، لذا أرسل ابنُ نصير حملة استطلاعية من 500 رجل بقيادة طريف بن مالك، فأكد له أقوال يوليان، وما إن تأكد ابنُ نصير من صدق يوليان أرسل طارقَ بنَ زياد قائدا لسبعة آلاف (7,000) جنديٍّ إلى الأندلس، في شهر رجب، سنة 92هـ، (مايو سنة 711م)، فتجهز ملك البلاد لذريق (رودريك) لملاقاته، وسارَ إليه بـ100,000 رجل، فزاد ابن نصير خمسة آلاف إلى طارق، والتقى الجيشان في معركة وادي لكة التي انتصرَ فيها المسلمون وقُتل لذريق، وفُتحت الأندلس بعدها، مدينةً تلو الأخرى، دون مقاومة تُذكَر. وعلى الرَّغم من رغبة موسى بن نصير في إكمال الفتوحات، بل ونيَّته في فتح أوروبا كلها، من الأندلس حتى يَبلغ القسطنطينية من الغرب، عارضَ الوليدُ بنُ عبد الملك هذا الأمر بشدة، لما قد يَعود به من عواقب على جيوش المسلمين في تلك البلاد البعيدة، وأمر ابنَ نصير وطارقَ بن زياد بالعودة إلى دمشق، فامتثلا لأمره، وبقيا هناك حتى وفاتهما، وعلى إثر ذلك توقّفت فتوحات أوروبا حتى نهاية عهد الوليد. وفي بلاد الروم -البيزنطيين- استمرَّ الصوائف والشواتي على الدوام، لكن كانت الحدود الفعلية شبه ثابتة؛ حيث يَعود المسلمون دائمًا إلى حصونهم بعد الغزوات. ومن الغزوات الكبيرة غزوتان لمسلمة بن عبد الملك، واحدة سنة 89هـ؛ وصلَ فيها حتى مدينتي عمورية وهرقلية، وأخرى في سنة 92هـ؛ عبرَ فيها كل الأناضول، حتى بلغ بحر مرمرة. كما غزا المسلمون في البحر جزيرتي ميورقة وصقلية سنة 89هـ، وجزيرة سردينيا سنة 92هـ بقيادة عطاء بن رافع الهذلي.

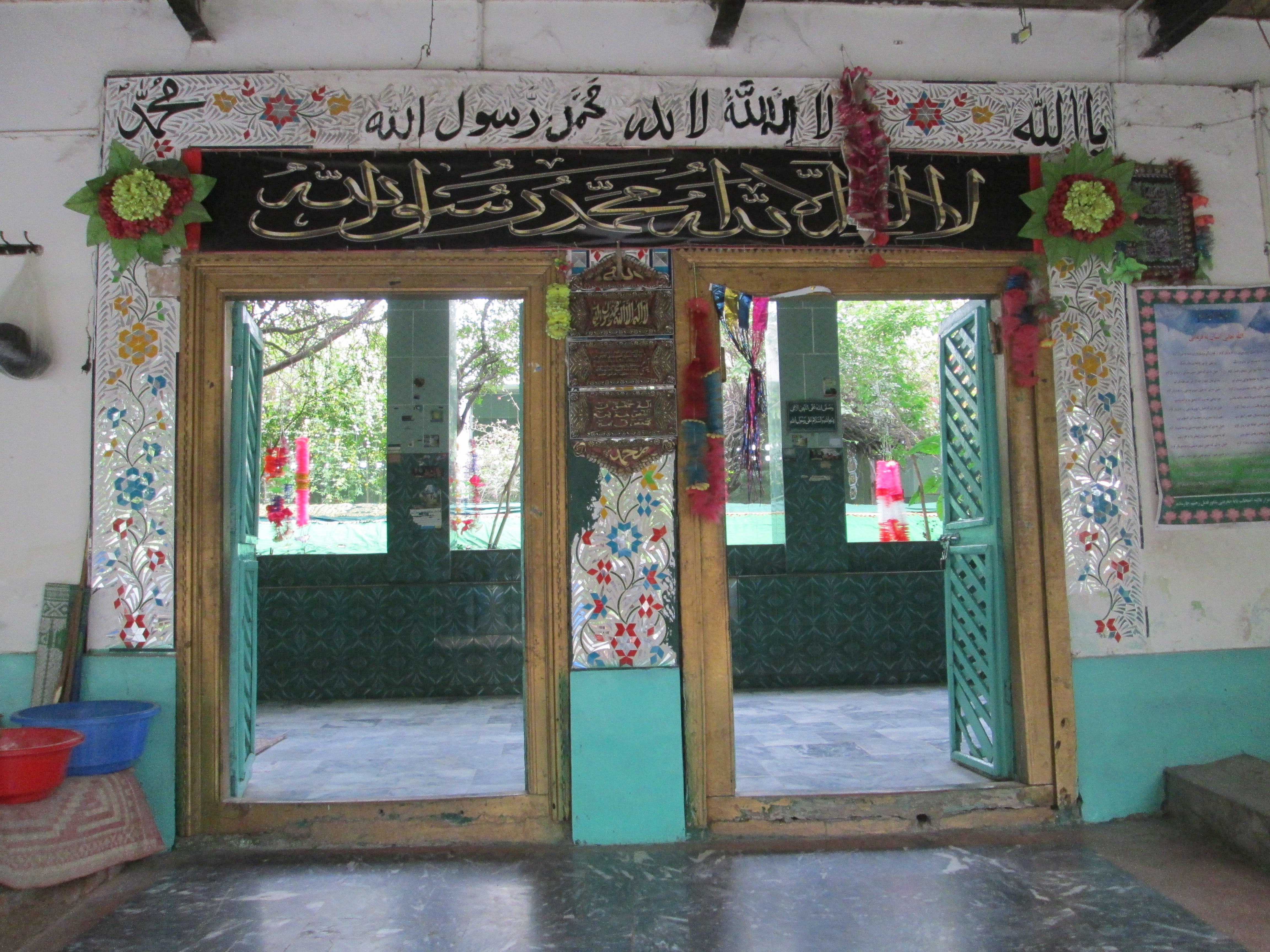
قبر القائد سنان بن سلمة بن المحبق الهذلي أحد قادات الفتوح في عصر معاوية بن أبي سفيان

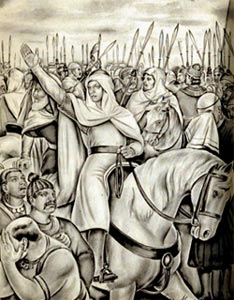
محمد بن القاسم الثقفي - فاتح السند - وهو يقود جيشه إلى المعركة.

عيَّن الحجاجُ بنُ يوسفَ الثقفيُّ قائدين في المشرق، كان لهما دورٌ بارز جدًّا في الفتوحات خلال عهد الوليد بن عبد الملك؛ تولّى أولهما، وهوَ قتيبة بن مسلم الباهلي قيادة جيوش خراسان سنة 87 هـ / 706 م، وقد باشرَ قتيبة فتوحاته في بلاد ما وراء النهر في العام نفسه، ففتح بيكند، ثم فتحَ بخارى وبلخ سنة 90هـ، وسمرقند سنة 93هـ، وكابل سنة 94هـ، وأخيرًا فتح كاشغر سنة 96هـ، (وهي عاصمة تركستان الشرقية)، وهكذا بلغَ حدود الصين، ولم يَغزُ الصين قط، غير أنه أجبر إمبراطورها على دفع الجزية للأمويين، وكانت تلك أقصى فتوحات المشرق، حيث عزل عن ولايته في العام ذاته، وقد بلغت بذلك مساحة الأراضي التي وُلِِّيَ عليها، (وهي ولاية خراسان، وعاصمتها آنذاك مرو) أكثر من 4,000,000 كيلومتر مربع، وبلغ طول حدودها أكثر من 4,000 كم. وأما محمد بن القاسم الثقفي فقد تولّى في الوقت ذاته فتحَ إقليم السند وقد سبقه عده فاتحين؛ حيث سارَ في شهر ربيع الأول، سنة 89هـ، (707 م)، على رأس جيش قوامه 6,000 رجل، وهو ابن سبعةَ عشرَ عامًا، وفتح مدينة «الدبيل»، الواقعة مكان كراتشي اليوم سنة 93هـ، وقد فرَّ منها ملك السند داهر، الذي التقاه المسلمون لاحقًا في معركة علَى نهر مهران، وانتصروا فيها، وقتلوا داهر على الرغم من استعانة الهنود بالفيلة في المعركة. وأخيرًا فتحَ مدينة الملتان سنة 94هـ، وهي من أهم مدن تلك البلاد، وبذلك أتمَّ فتح السند، وضُمَّت بدورها إلى الدولة الأموية.

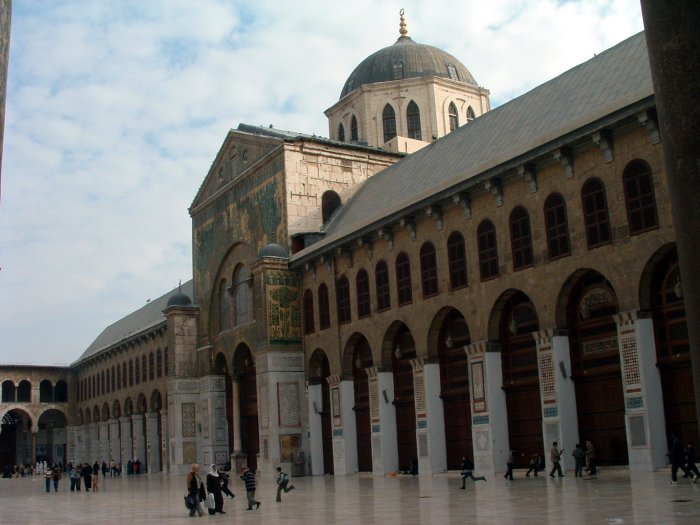
جامع بني أمية الكبير في دمشق، أحد أبرز إنجازات الوليد بن عبد الملك.

كان من الإنجازات البارزة الأخرى في عهد الوليد بناء الجامع الأموي الكبير، أو مسجد بني أمية في مدينة دمشق؛ إذ كان مُقسمًا بين المسلمين والنصارى لتأدية عباداتهم منذ فتح الشام، لكن مع ازدياد أعداد المسلمين قرَّر الوليد تحويله بأكمله إلى مسجد، وذلك مقابلَ تعمير أربع كنائس للنصارى في المدينة، وكان ذلك في السنة نفسها التي تولى فيها الخلافة. ولكن بناء المسجد لم يَكتمل إلا بعد عشرِ سنوات، في عام 715 م؛ حيث إن العمل كان كبيرًا، واحتاجَ وقتًا طويلًا. كما قام الوليد بتوسعة المسجد النبوي في المدينة، واهتمَّ بتعبيد الطرق في الدولة، خصوصًا الطرق المؤدية إلى مكة لتسهيل الحج إليها من أنحاء العالم الإسلامي. توفِّيَ الوليد في شهر جمادى الآخرة، سنة 96 هـ / فبراير سنة 715 م، وتولّى الخلافة من بعده أخوه سليمان بن عبد الملك. وفي عهده فتحَ يزيد بن المهلب -والي خراسان- سنة 98هـ إقليمي طبرستان وقهستان. وأما الحدث الأبرز في عهده فقد كان حصار القسطنطينية سنة 98هـ، وهو حصار أداره بنفسه مع أخيه مسلمة بن عبد الملك من أرض دابق، وظلَّ هناك سنة كاملة، حتى توفِّيَ وهو لايزال في دابق في شهر صفر سنة 99هـ، (سبتمبر سنة 717م)، وقد امتُدحت خلافته، وقيل عنه إنه أحسن معاملة الناس، بعد أن كان قد شدَّ عليهم الحجاج في أيام كل من عبد الملك والوليد، كما امتُدحَ أيضًا لاختياره ابنَ عمه عمرَ بنَ عبد العزيز خليفة من بعده.

### عهد عمر بن عبد العزيز
اشتُهرَ عهد عمر بن عبد العزيز بأنه عهد عمَّ فيه رخاءٌ واستقرارٌ عظيم في أنحاء الدولة الأموية، وسادَ فيه العدل، حتى إنه يُقال إن المتصدقين كانوا يبحثون فيه عن فقراء ليعطوهم المال فلا يَجدون، كما أنه كثيرًا ما يُلقب، نظرًا إلى ذلك، بـ«الخليفة الزاهد» أو «خامس الخلفاء الراشدين»؛ حيث قيل إن أيام الخلافة الراشدة قد عادت في عهده. عندما بُويع عمر بالخلافة قرَّر وقف الفتوحات نظرًا للاتساع الكبير للدولة، وتوجَّه بدلًا من ذلك إلى توطيد الحكم وإصلاحه، والاهتمام بأمور الناس، ودعوة أهل المناطق المفتوحة إلى الإسلام، بدلًا من فتح المزيد من البلاد.

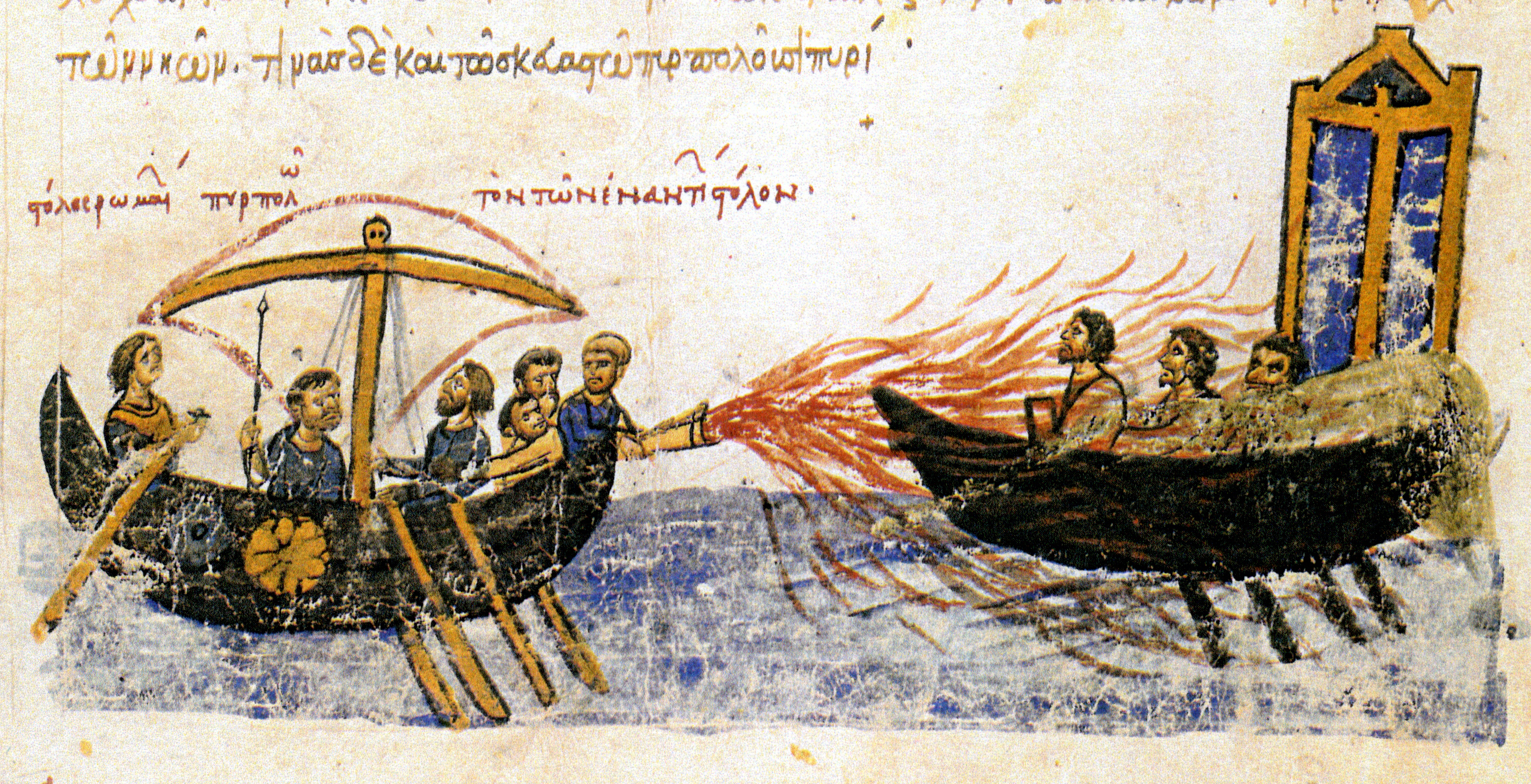
سفن بيزنطية تستخدم سلاح النار الإغريقية الذي صعَّب كثيراً على المسلمين فتح القسطنطينية في حصارها سنة 98 هـ، وهو الحصار الذي توفيَّ الخليفة الأموي السابع سليمان بن عبد الملك عندما كان يُديره.

وقد أخذ عمر بن عبد العزيز أيضًا من أقربائه من بني أمية ما في أيديهم من مال، وأعاده إلى بيت مال المسلمين، ووصفه بأنه «مظالم»، وقد أغضبَ ذلك بني أمية، فجاؤوا إلى بيته يَشكون، غير أنه رفضَ رفضًا شديدًا، وقال:
كما قال سفيان الثوري: «الخلفاء خمسة، أبو بكر وعمر وعثمان وعلي وعمر بن عبد العزيز، وما كان سواهم فهم منتزون». ومما يُروى أيضًا عن زهده أنه لم يَكن يُنفق على نفسه سوى درهمين اثنين في اليوم، ومرَّة دخلَ عليه ابن عمه مسلمة فوجده بقميص بالٍ ومتسخ، فأمر زوجته فاطمة بإعطائه قميصًا نظيفًا، وعندما عادَ مجددًا وجده على الحال نفسها، فعاتبها، فأخبرته أنه لم يَكن يملك قميصًا غيره. وقد أصلح عمر بن عبد العزيز الأراضي الزراعية، وحفر الآبار، ومهَّد الطرقات، وعمَّر الخانات (الفنادق) لأبناء السبيل، كما بنى المساجد، وحكمَ بعودة الأراضي المغتصبة غير المُسجَّلة إلى بيت مال المسلمين، وأسهمت إصلاحاته المختلفة هذه في القضاء على الفقر في أنحاء الدولة.

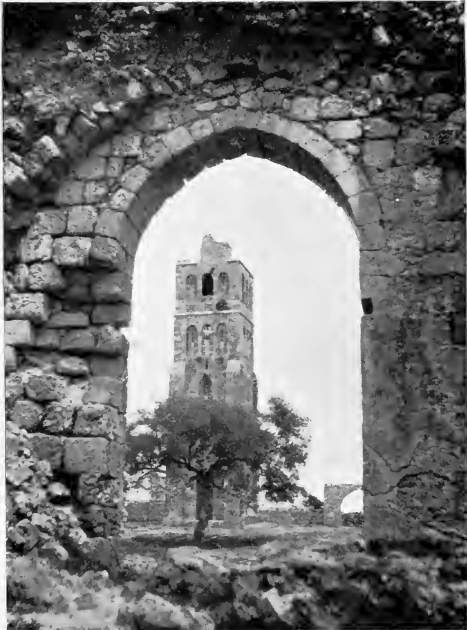
الجامع الأبيض في الرملة، فلسطين. تم بناؤه بأمر من الخليفة عمر بن عبد العزيز.

شهدَ عهد عمرَ بنِ عبد العزيز أول تحرك جديدٍ للخوارج منذ أيام عبد الملك، بعد أن استكانوا لزهاء ثلاثة عقود منذ أيام الحجاج، وقد أرسل إليهم عمر جيشًا، غير أنه أمره بعدم الهُجوم، وفي حال سفك الخوارج دماءً أو اعتدوا على الناس فَلْيَحُلْ الجيش دون ذلك، وفي الآن ذاته بعث رسولًا إلى قائد الخوارج بسطام اليشكريّ يدعوه إلى التوقف، وبعد عدَّة مراسلات بينهما اقتنع بسطام بالتخلي عن التمرد. وأما الفتوحات والحروب فكانت محدودة في عهده؛ حيث أمرَ الجيش الذي أرسله سليمان لمحاصرة القسطنطينية بالرُّجوع، وقام ببعض الغزوات في الأناضول وأذربيجان؛ (كما اعتادَ المسلمون مع الروم في معظم أيام الأمويين).
توفِّيَ عمرُ بنُ عبد العزيز في شهر رجب، سنة 101هـ، (يناير سنة 720م)، بعدَ أن دامت خلافته لسنتين ونصف تقريبًا، وقد تولّى الخلافة بعده ابنُ عمِّه يزيدُ بنُ عبد الملك، ويَعتبر الكثير من المؤرخين؛ مثل ابن كثير، أن يزيدَ تأثر بعمر في بداية خلافته، وأرادَ اتباعه في خلافته وحسن سيرته، غير أن أقران السوء أفسدوه. وعلى أية حال فإن يزيد بن عبد الملك لم يَكن ذا خبرة ومُقَدَّرَات تؤهله للخلافة؛ إذ كان شابًّا لا يزيد عمره عن 29 عامًا، قضى أغلب حياته في اللهو والترف، وقد كان يُمكن لعهده أن يَشهد انحطاطًا كبيرًا للدولة، لولا بعض رجالها الذين حافظوا على قوتها؛ مثل مسلمة بن عبد الملك، وقد كان عهده بالفعل عهدَ ضعف نسبيٍّ للدولة.
غزا المسلمون إقليم الصغد في ما وراء النهر عدَّة مرات، خلال خلافة يزيد، بعد أن نقض أهله عهدهم مع المسلمين (في سنتي 102 و104هـ)، كما استمرُّوا بغزواتهم المعتادة في الصوائف والشواتي ضد البيزنطيين. كما كانت هناك موقعتان كبيرتان في فرنسا؛ حيث عبرَ السمح بن مالك الخولاني جبال البرانس بجيشه سنة 102هـ، وحاصرَ تولوز، فسار إليه دوق فرنسا والتقيا في معركة طولوشة التي انتهت بهَزيمة المُسلمين. كما سار أمير الأندلس -عنبسة بن سحيم الكلبي- بعدها على رأس جيش إلى فرنسا، وفتح سبتمانيا، وليون وتوغل في منطقة بورغونية، وغزا في فترة مقاربة محمد بن يزيد جزيرة صقلية. وكان من أكبر الأحداث التي شهدها عهد يزيد ثورة ضخمة للخوارج، قادها يزيد بن المُهلَّب؛ حيثُ ثار على الخليفة، ودعا إلى خلعه، وبايعه أهل البصرة، ثم امتدَّ نفوذه إلى الجزيرة الفراتية والبحرين وفارس والأهواز، غير أنه هُزمَ وقُتلَ ضد مسلمة -أخو يزيد- في معركة عفر قرب الكوفة، في شهر صفر، سنة 102 هـ / أغسطس سنة 720 م).

### ذروة اتساع الدولة

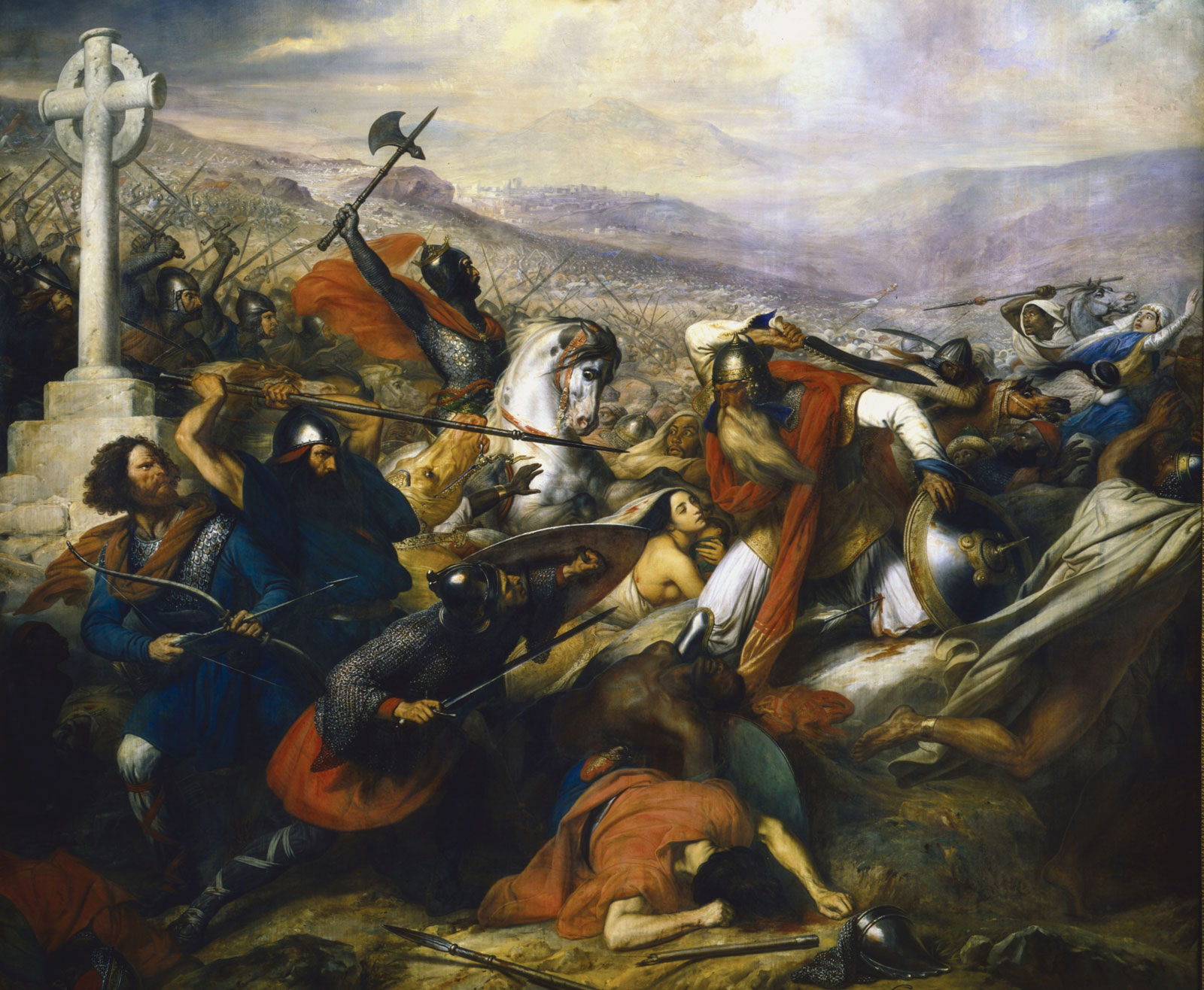
رسم لمعركة بلاط الشهداء سنة 112 هـ، التي حسمت التوغل الإسلامي في بلاد الفرنجة بالعهد الأموي.

توفِّيَ يزيدُ بنُ عبد الملك في أواخر شهر شعبان من سنة 105هـ / يناير سنة 724 م، وكان قد وَصَّى بالخلافة من بعده لأخيه هشام، فابنه الوليد. كان هشام بن عبد الملك، على عكس أخيه الذي سبقه، خليفة قويًّا ذا خبرة وحنكة سياسية، فأدار الدولة لذلك بكفاءة عالية، وقد تمكن من الحفاظ على استقرارها طيلة عهده الطويل. وعلى الرَّغم من عدم حدوث فتوحات كبيرة في عهده بضمِّ أراض جديدة للدولة، كتلك التي كانت في عهد الوليد، كانت الغزوات واسعة جدًّا، وكان القتال محتدمًا على جبهة الشرق في السند وما وراء النهر، والشمال في الأناضول والقوقاز، والغرب في الأندلس وجنوب غالة (فرنسا). كما شهدَ عهد هشام بن عبد الملك بلوغ الدولة الأموية ذروة اتساعها وأقصى حدودها؛ حيث امتدَّت من أطراف الصين شرقًا إلى جنوب فرنسا غربًا.

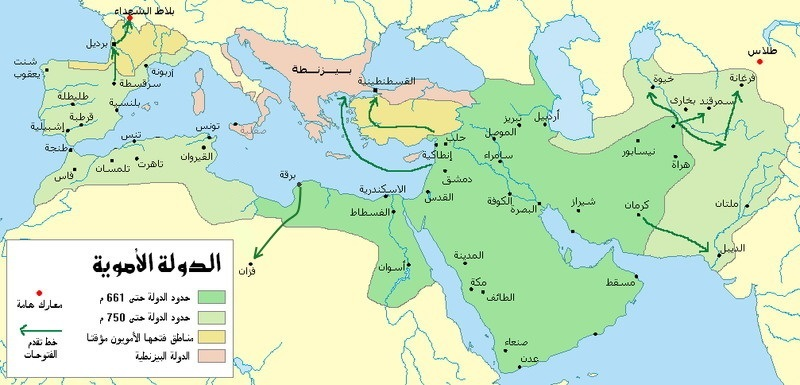
الدولة الأموية في أقصى اتساعها (باللون الأخضر الفاتح) في عهد هشام بن عبد الملك.

كان المسلمون قد بسطوا سيطرتهم على إقليم سبتمانية منذ سنة 101هـ، وأصبحَ منذ ذلك الوقت مركزًا لهم للإغارة على مدينتي بورغندية وأقطانية في جنوب فرنسا الحالية، وقد انتصرَ عليهم دوق أقطانية في معركة طولوشة (تولوز) على أيام يزيد، وقتل قائدهم عنبسة بن سحيم الكلبي، غير أن المسلمين استأنفوا القتال بعدَ أن عين عبد الرحمن الغافقي واليًا جديدًا للأندلس، والذي قادهم على رأس جيش من 8,000 جندي، سنة 112هجريا، (730 م)، فنهبوا بونة، وفرضوا الجزية على سان وفتحوا أبينيون. وقد تابع المسلمون تقدمهم، فانطلق عبد الرحمن على رأس جيش سنة 112هـ، وفتح برديل (بوردو) فأقطانية وبرديل وغيرها، وفي النهاية خاض معركة بلاط الشهداء سنة 114هـ، (732 م)، التي انهزم فيها المسلمون، ولم يُتابعوا زحفهم، فوصلت بذلك فتوحات الأمويين في المغرب أقصاها في عهد هشام، وظلَّ المسلمون محتفظين بحدودهم هذه بجنوب بلاد الفرنجة، (عندَ سفوح جبال البرانس الشمالية)، حتى سنة 181 هـ.
استمرَّت الغزوات والصوائف والشواتي ضد البيزنطيين في عهد هشام بن عبد الملك كما كانت الحال طوال العهد الأموي، غير أن هذه الغزوات، كالعادة أيضًا، لم تغير حدود الدولتين الأموية والبيزنطية. وقد قطعت صائفة سنة 107هـ البحر إلى جزيرة قبرص، وفتحَ مسلمة بن عبد الملك مدينة قيصرية سنة 108هـ، ووصلَ سعيد وسليمان بن هشام إليها أيضًا في سنة 111هـ، وقد نجحَ الثاني في هزم قسطنطين وأسره خلال الغزوة. وفي البحر الأبيض المتوسط غزا أمير إفريقية «حبيب بن أبي عبيدة بن عقبة بن نافع» جزيرة صقلية، وفتح بها مدينة سرقوسة سنة 121هـ، كما غزا عبيد الله بن الحبحاب جزيرة سردينيا سنة 117هـ، وتمكن من السيطرة على قلعتها. غزا المسلمون أيضًا منطقة أرمينية والقوقاز مرارًا وتكرارًا في عهد هشام؛ حيث غزاها الحجاج بن عبد الملك بداية، وفرضَ عليها الجزية، غير أن غزوها أعيد بعدَ نقضها العهدَ مراتٍ كثيرةً؛ فقد حدث ذلك في سنة 110هـ، ثم 112هـ، ثم 113هـ، فقتلَ ابن خاقان الترك في الأخيرة، فتوجَّه لقتال المسلمين انتقامًا لابنه سنة 114هـ، غير أنه هزم، ثم نقض العهد مجددًا سنة 117هـ فغزاهم المسلمون مجددًا، ثم تكرَّر الأمر ذاتُه سنة 120هـ، وأخيرًا غزا مروانُ بنُ محمد بلاد السرير سنة 121هـ، وفرض عليها الجزية، كما شهدَ ذلك العام وفاة مسلمة بن عبد الملك، بعد أن قاتل بشدة لعقود ضد الأتراك والبيزنطيين.

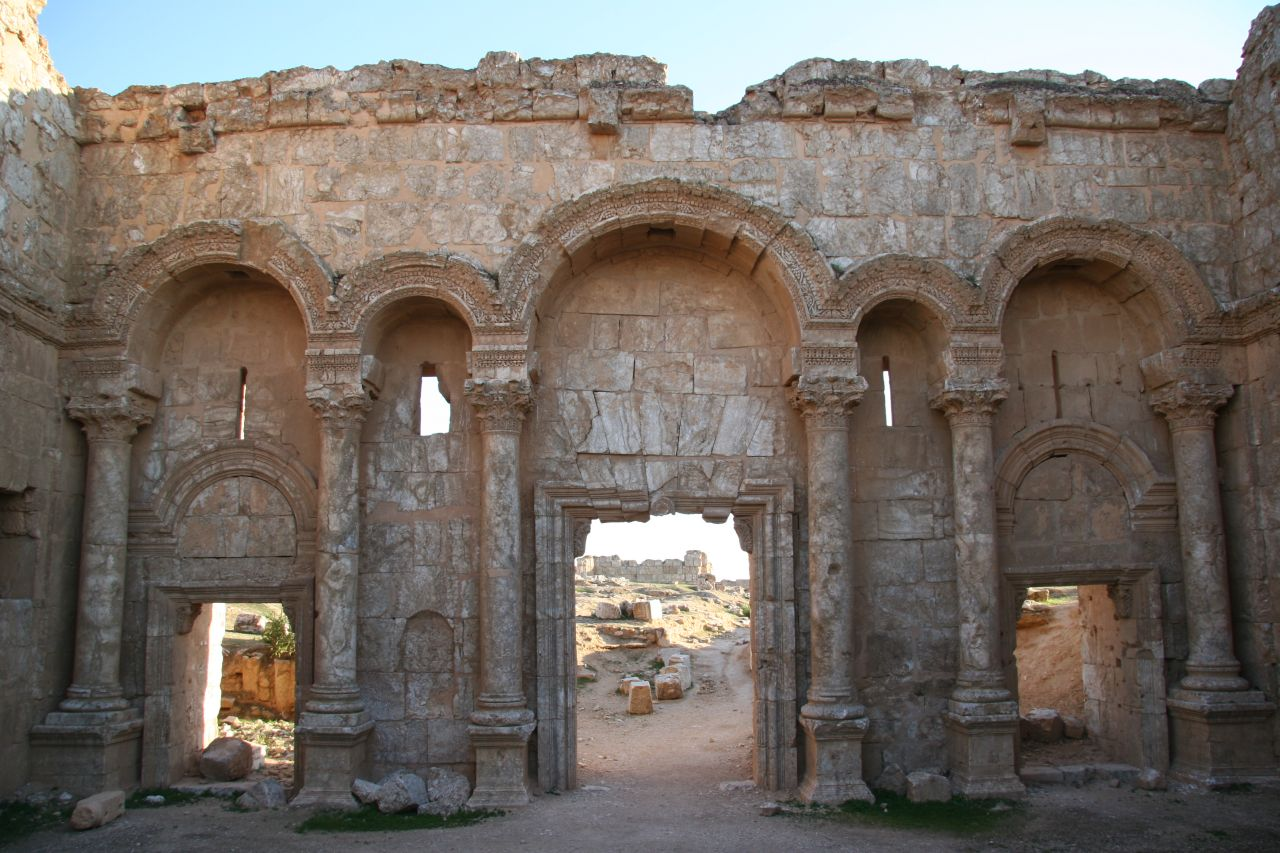
البوابة الشمالية لمدينة الرصافة، التي اعتنى بها هشام وبنى فيها قصوراً كبيرة.

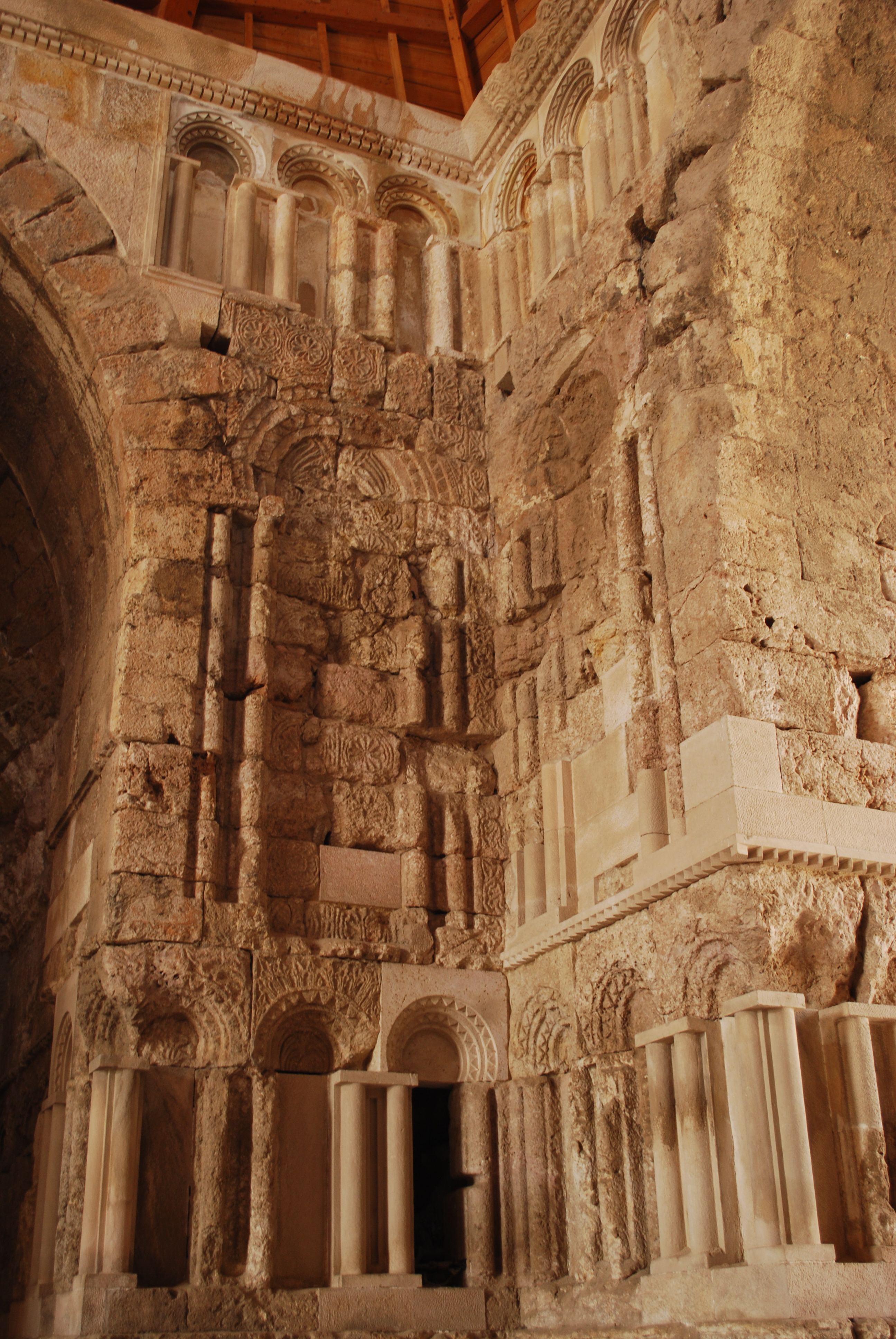
القصر الأموي على جبل القلعة، في عمان. تم بناؤه عام 730 م.

وعلى جبهة الشرق استمرَّت الغزوات طوال الوقت، لكن دون تحقيق فتوحاتٍ كبيرةٍ؛ فقد غزا المسلمون فرغانة سنة 106هـ، ثم بلاد الجبل، وجبال هراة وبلاد الختل، غير أن أهل الأخيرة نقضوا العهد فأُعيدَ غزوُها سنة 112هـ، فرد سكانها بالأتراك بأن جاءوا وغزوا سمرقند، فاقتتل معهم المسلمون قتالًا شديدًا وانتصروا عليهم. وأعيد غزو بلاد الختل سنة 119هـ، وقُتلَ ملكها «بدر طرخان»، كما قتل ملك الترك سنة 120هـ. وقد غزا المسلمون ما وراء النهر ثلاثَ مراتٍ سنة 121هـ، وفرغانة مرتين سنة 123هـ.
لم تتوقف ثورات الخوارج في عهد هشام، كما كانت الحال في أغلب فترة حكم الأمويين، وكان من أبرز ثوراتهم عليه ثورة «شبيب بن صحاري» الذي قُتلَ في معركة بالعراق سنة 119هـ، كما شهدت السنةُ نفسُها ثورةً في الجزيرة، وشهدَ عهد هشام أيضًا ثورة للخوارج في الأندلس، وثورة كبيرة في المغرب الأقصى، عُرفت بثورة البربر. غير أن أكبر الثورات في عهده، على الإطلاق، كانت ثورة زيدِ بنِ عليِّ بنِ الحسينِ، وقد بدأت ثورته بأن أرسلَ إليه أهل الكوفة يقولون له: «إنا لنرجو أن تكون المنصور، وأن يَكون هذا الزمان الذي يهلك فيه بنو أمية»، فردَّ عليهم: «إني أخاف أن تخذلوني وتسلموني كفعلتكم بأبي وجدي»، وعلى الرغم من ذلك استجاب لدعوتهم، وأعلنَ الثورة على هشامٍ سنة 121هـ، وبايعه 15,000 رجل، وكانت تلك أول ثورة للشيعة منذ عهد مروان بن الحكم. وقد أمرَ هشامٌ واليَ الكوفةِ «يوسفَ بنَ عمرَ الثقفيَّ» بإخماد الثورة، فتوجَّه إلى زيدِ بنِ عليٍّ، وهُنا انفضَّ عنه أغلب من بايعه، فلم يبقَ ممن كان معه سوى 200 رجل، وقد هُزمَ وقُتلَ زيد في المعركة، ومع ذلك فقد حزنَ هشامٌ على موته، لكرهه سفكَ الدماء.

### مرحلة السقوط

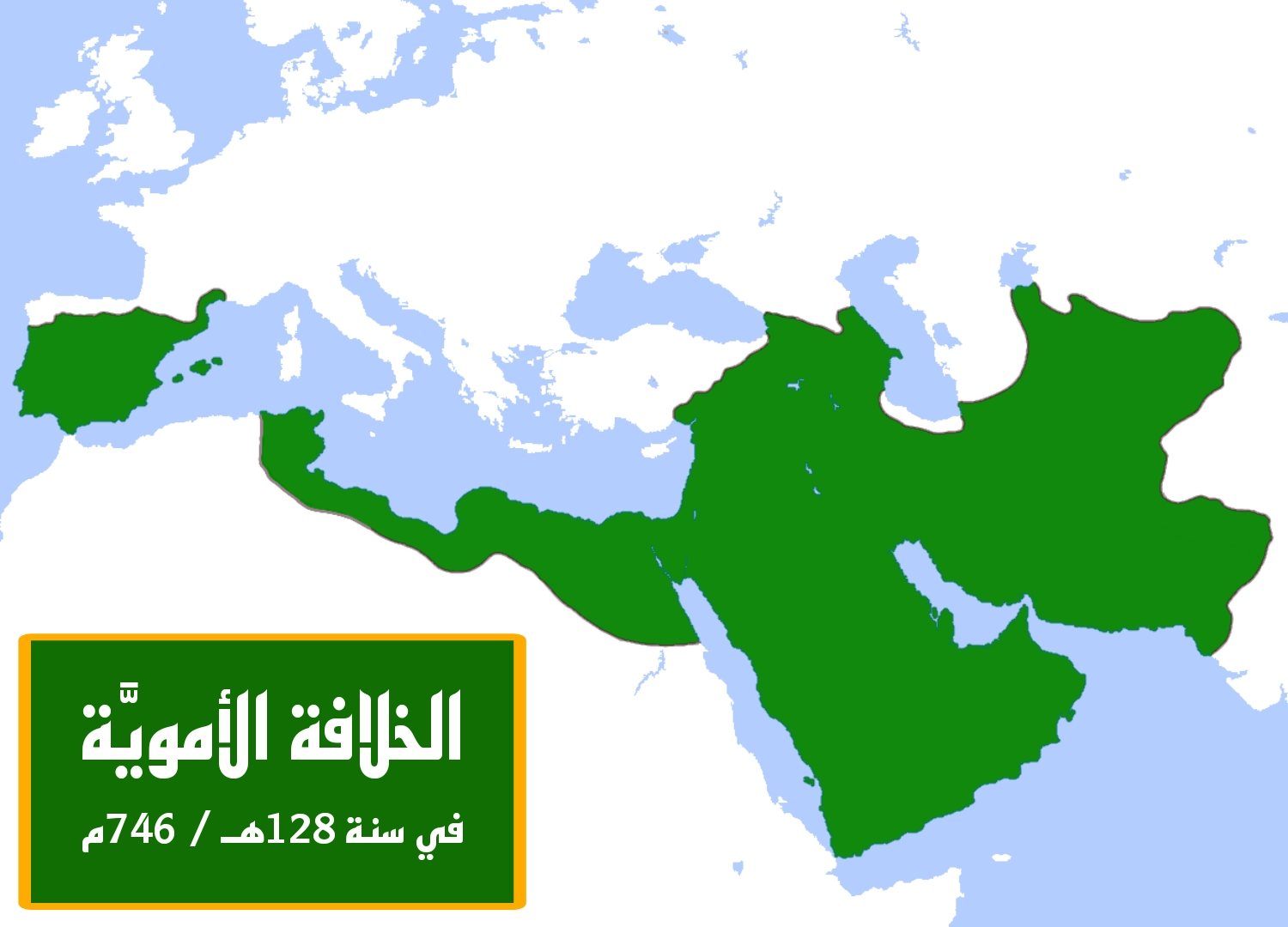
خريطة تُظهر حدود الخلافة الأمويَّة في آخر عهدها سنة 128هـ / 746م، بعد خروج المغربان الأوسط والأقصى عن السيطرة نتيجة ثورة البربر.

توفِّيَ هشامُ بنُ عبد الملك في شهر ربيع الآخر، سنة 125هـ، (فبراير سنة 743م)، وكان آخر من حكمَ من أبناء عبد الملك بن مروان، وبعده آلَ الحكمُ إلى جيل الأحفاد، وكانت تلك بادرة انحطاط الدولة. وقد كان حُكم جيل الأحفاد -المرحلة الثانية من عصر المروانيين- عهدًا توقَّفت فيه الفتوحات بعد كل ما حقَّقته في العقود الماضية، وغرقت الدولة بدلًا من ذلك في صراعاتها ونزاعاتها الداخلية. وقد كان وليُّ عهد هشام هو الوليد بن يزيد؛ حيث عينه والده يزيدُ بنُ عبد الملك وليَّ عهد ثانٍ، نظرًا إلى صغر سنه آنذاك، ولكن حتى عندما تُوُفِّيَ هشام بعد عقدين كان لايَزال شابًّا يعيش حياة لهو وترف على شاكلة والده، ولم تكن لديه مؤهلاتٌ كافيةٌ للخلافة، وقد كان عهد الوليد الثاني هو بدايةَ انحطاطِ وسقوط الدولة الأموية.
كان هشام يُخطط في عهده لوضع ابنه مسلمة وليًّا للعهد بدلًا من الوليد، الذي لم يَرَ فيه أهليَّةً للخلافة؛ (على الرغم من أن مسلمة لم يَكن مختلفًا كثيرًا في لهوه وترفه عن الوليد في الواقع)، وقد أيَّده بعض من حوله في ذلك، مما أخاف الوليد من أن يُدبر هشام لقتله، لكن الأجل وافى هشامًا قبل أن يَحدث ذلك، فاستغلَّ الوليد الفرصة وأخذ الخلافة لنفسه، ثمَّ أخذ بملاحقة من أيَّد تنصيب مسلمة وليًّا للعهد مكانه، وانتقمَ منهم مستغلًّا سلطاتِه كخليفة. وقد أدَّت انتقامات الوليد هذه إلى ثوران بعض القبائل التي انتمى إليها ضحاياه؛ حيث طالبت بالثأر، فاجتمع عدد كبيرٌ منها، وأيَّد القدرية الثورة لأنها كانت ضد حكم بني أمية، وقد استمال هؤلاء يزيدَ بنَ الوليد فقادهم، وجمعَ 1,000 رجل في دمشق بعدَ أن عرض عليهم الكثير من المال، ثمَّ سار إلى منزل الخليفة فقبضَ على الوليد وقتله؛ إذ إنه لم يَكن يملك حامية كبيرة، وكان ذلك في شهر جمادى الآخرة، سنة 126هـ، (أبريل سنة 744م)، وقد فتحَ مقتله باب فتن كبيرة عصفت بالدولة. حاولَ يزيدُ الثالث أن يَكون خليفة صالحًا وزاهدًا على طريقة عمرَ بنِ عبد العزيز؛ فحاول التقشف، وأعادَ رواتب الجند إلى ما كانت عليه بعد أن رفعها الوليد في عهده، فأغضبَ ذلك الجندَ الذين منحوه لقب «الناقص»، وقد فجعَ كثيرون آخرون بمقتل الخليفة ولم يُبايعوا يزيد، ولذلك فقد أخذت الدولة بالتدهور سريعًا في عهده، وسُرعان ما توفِّيَ بعد حكم دام ستة أشهر، وفي السنة نفسها؛ تلك التي تولى فيها الخلافة، بعدَ أن نصَّب أخاه إبراهيمَ بنَ الوليد وليًّا للعهد بناءً على طلب القدرية.

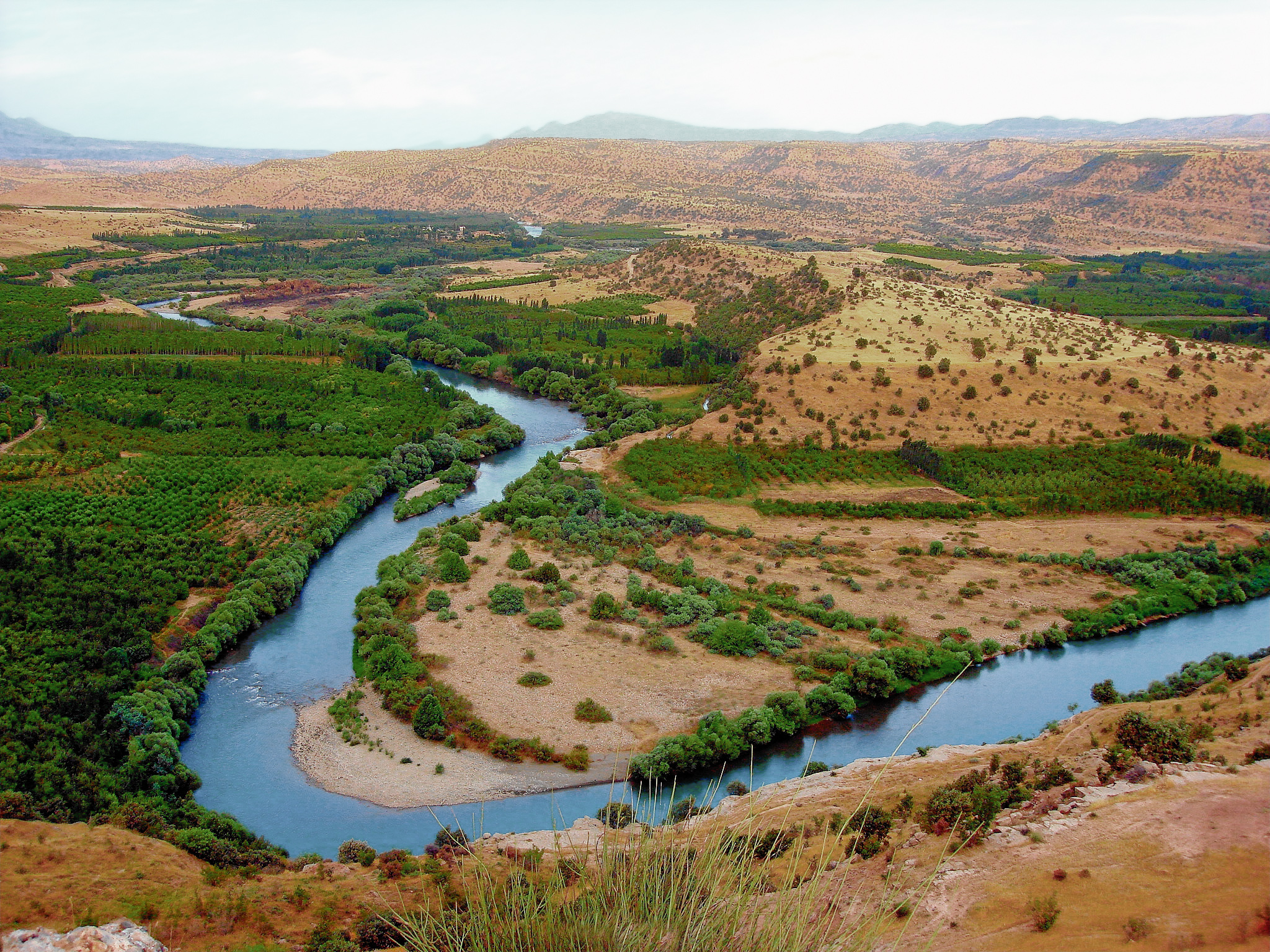
نهر الزاب الكبير اليوم في شمال العراق، وقد وقعت قُربه معركة الزاب الكبير التي أدَّت إلى سقوط الدولة الأموية سنة 132 هـ.

اضْطَربت الأوضاع كثيرًا بعد وفاة يزيد؛ حيث رفضَ الكثير من الناس بيعة أخيه إبراهيم، واعتبروه هو ويزيد مسؤولَيْن أساسيَّيْن عن مقتل الوليد، والفتن التي فجَّرها مقتلُه، وهُنا تدخل مروانُ بنُ محمَّد (ابن عم إبراهيم ويزيد، ووالي أرمينية وأذربيجان)، وسارَ إلى دمشق على رأس جيش من 80,000 جنديّ، وكان قد أتاها من قبل في أيام يزيد، لكن ذاك استرضاه ووعده بالإصلاح، ولكنه عزمَ هذه المرة على خلع الخليفة، ودخل المدينة في شهر ربيع الآخر، سنة 127هـ، (745م)، فهربَ منها إبراهيم، وبويع مروان بالخلافة.

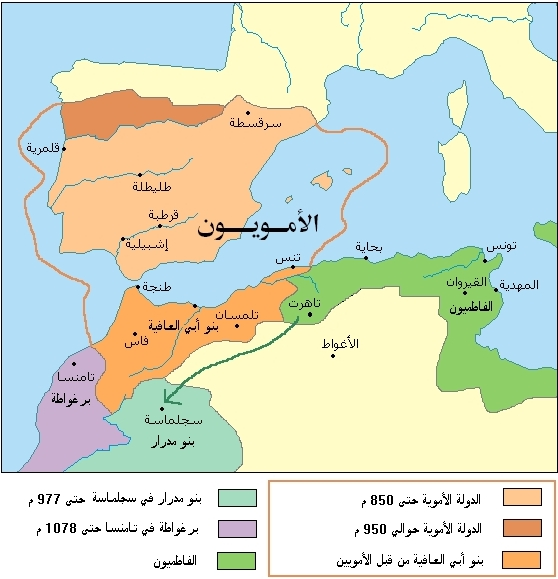
خريطة الدولة الأموية في الأندلس التي عاشت زهاء ثلاثة قرون بعدَ سقوط الخلافة الأموية في دمشق سنة 132 هـ.

كان مروان بن محمد خليفة قويًّا، ذا حنكة وكفاءة عاليتين في إدارة الدولة، كما كان قائدًا عسكريًّا ذا خبرة عالية؛ خاضَ حروبًا طويلة مع البيزنطيين، وميَّزه ذلك عن الخلفاء الثلاثة الذين سبقوه، غير أن الأوان كان قد فاتَ لإصلاح أمور الدولة، وكانت قد سقطت بالفعل في فوضى ونزاعات داخلية عارمة، ولذلك فقد كانت نهايتها في عهده هو. عندما بُويع مروان بالخلافة كان من الأشياء الأولى التي فعلها هي نقل العاصمة من دمشق إلى مدينة حران في الجزيرة؛ إذ إنه لم يَثق بمن في الشام، وكانت ثقته محصورة بمساعديه وقادته الذين عرفهم وتعامل معهم لسنوات طويلة خلال ولايته على أرمينية وأذربيجان، غير أن هذا التصرف جاء بعواقب وخيمة؛ حيثُ ثار عليه أهل الشام، فبدأت الثورة من فلسطين، ثم زحفت إلى دمشق فحمص، وبذلك خسرَ تأييد أهل الشام أنفسهم، وهم أنصار الأمويين الأساسيين، مع أنه سُرعان ما سار وقمع الثورة، لكن لم تستكن الأمور؛ فقامت الثورات واحدة تلو الأخرى، مرة في الجزيرة واليمن سنة 127هـ، وأخرى في الموصل سنة 129هـ، ثم في إفريقية في سنتي 131هـ و132 هـ، فضلًا عن الانقسامات الداخلية بين القبائل العربية المختلفة وداخل البيت الأمويّ نفسه. وقد أنهكت هذه الثورات المتتالية مروان؛ فأخذ يَتنقل من منطقة إلى أخرى يُحاول السيطرة على الدولة ومنْعَها من الانهيار، ولكنه تفاجأ، وهو غارق في صراعاته الداخلية يَقمعها واحدًا تلو الآخر، بالمدّ العباسي يأتي من المشرق، فيكتسح خراسان فالعراق، فسار إليهم ووقعت معركة الزاب الكبير في شهر جمادى الآخرة، سنة 132 هـ / فبراير 750 م، وقد كانت هذه المعركة هي نهايةَ الدولة الأموية وسُقوطها، وقُتلَ مروان بعدها ببضعة شهور. أخذ العبَّاسيُّون بعدَ قيام دولتهم بمُلاحقة بني أمية وقتلهم، ولذلك فرَّ الكثير منهم بعيدًا، محاولين النجاة بأنفسهم. وقد كان من بين هؤلاء عبد الرحمن الداخل، الذي فرَّ إلى الأندلس، وأعلنَ استقلاله بها، وتأسيس إمارة أموية في قرطبة سنة 138 هـ / 755 م. وقد تمكَّن الأمويون من البقاء بهذه الطريقة؛ فأسسوا الدولة الأموية في الأندلس، وظلُّوا يحكمونها زهاء ثلاثة قرون، غير أن مصيرها في النهاية كان السُّقوط سنة 422 هـ / 1031 م، بعد أن تفككت الأندلس إلى إمارات صغيرة مستقلة.

## المجتمع

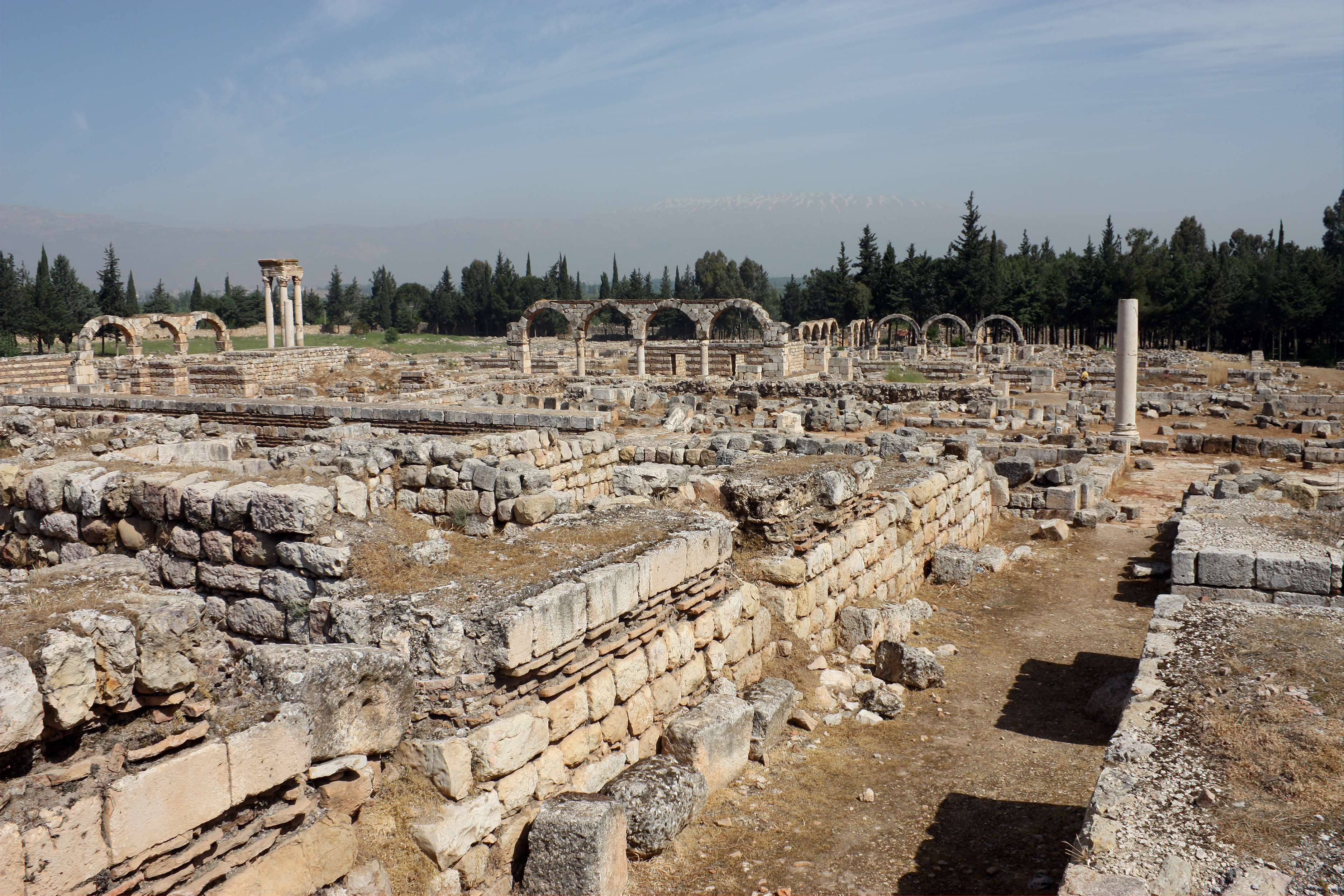
بقايا وآثار مدينة عنجر الأموية، التي تقع اليوم في لبنان.

يُمكن القول بأن المجتمع في عهد الدولة الأموية -على الرغم من عدم امتلاكه تدرجًا اجتماعيًّا دقيقًا أو صارمًا- قد تألف من خمس طبقات أساسية؛ هي: الخلفاء والولاة والعلماء والأثرياء والعامة، فالطبقة الأولى هي الخلفاء وعائلاتهم، وهم أصحاب السلطة والسيادة العليا في الدولة، ولهم الصلاحيات المطلقة بها، ثم يليهم كبار الولاة والقادة وكاتبو الديوان فالعلماء، وقد كان احترام العامة للعلماء يفوق احترامهم وتقديرهم للولاة والخلفاء أنفسهم، على الرغم من أنهم يأتون في الطبقة الثالثة، ثم كبار الأثرياء من التجار وشيوخ العشائر، وأخيرًا تأتي الطبقة الخامسة وهي عامة الناس؛ مثل المزارعين والحرفيين وغيرهم.
لقد عاش العرب عمومًا حياة بسيطة في أيام الإسلام وقبله؛ فكان طعامهم على سبيل المثال يتألف من بضعة أصناف فحسب، أفخرها على الإطلاق هو اللحم مع الثريد، ولكنهم مع توسع الفتوحات في العصر الأموي، وترامي أطراف الدولة وازدهارها، اختلفوا حالا، واقتبسوا عادات الكثير من الثقافات التي احتكوا بها نتيجة الفتوحات؛ فأصبحوا يستخدمون أدواتٍ فخاريةً وخشبية لتناول الطعام، كانت تأتيهم من الصين؛ مثل الشوك والملاعق، وأصبحوا يتناولون طعامهم على موائدَ وكراسٍ خشبية بدلًا من أن يجلسوا على الأرض ويتناولوه بأيديهم كما في السّابق، وقد أسهم في نقل مثل هذه العادات الحياتية والاجتماعية إلى العرب إحضارهم الكثيرَ من الجواري إلى بلادهم، فنقلن إلى العرب عاداتٍ وتقاليدَ شعوبهن.

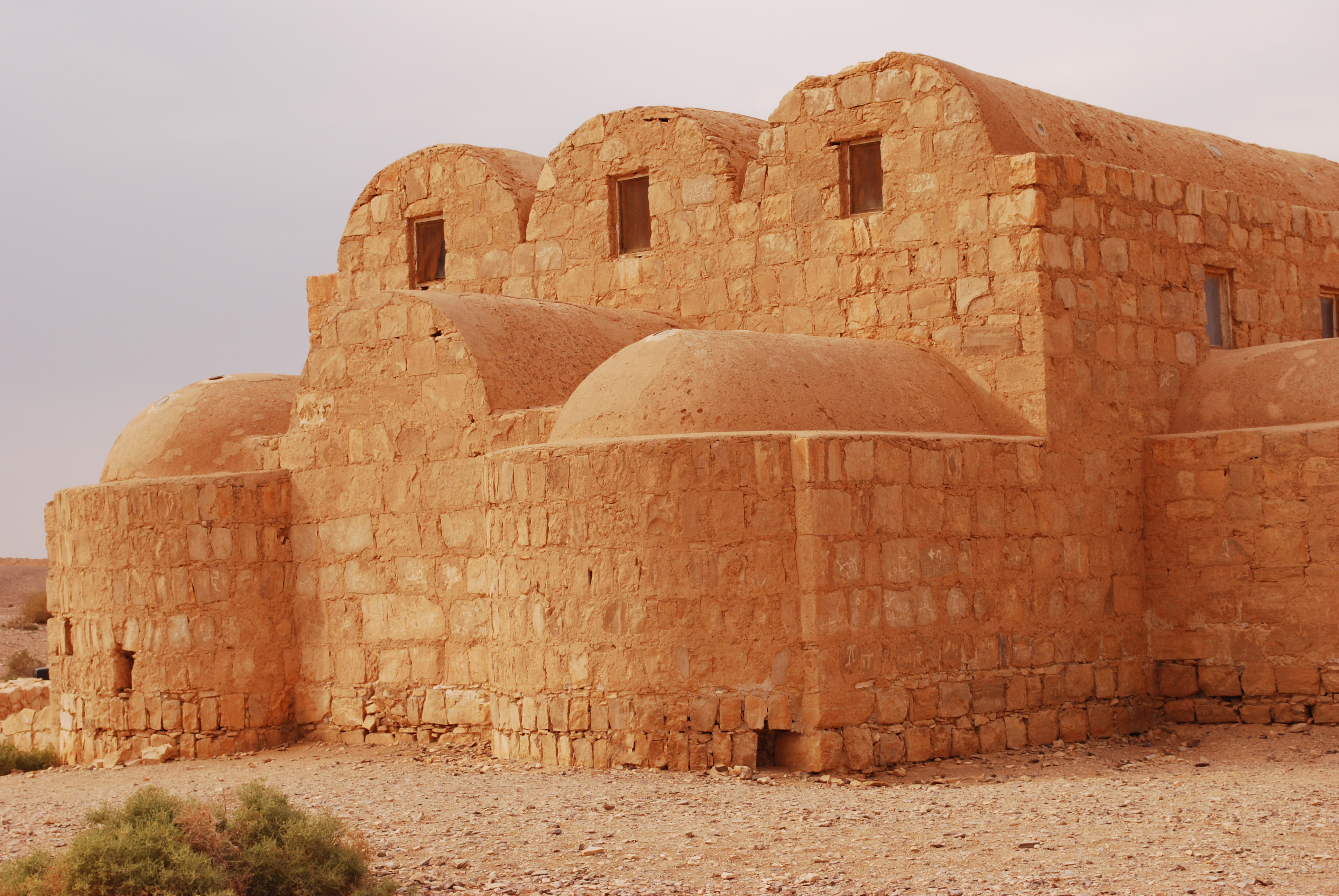
قصر عمرة الصحراوي، شرق الأردن. كان يُستخدم لرحلات الصيد التي يقوم بها خلفاء وأمراء بني أمية.

كانت المناسبات الإسلامية، وأبرزها عيدا الفطر والأضحى، ذاتَ صدى كبير في أنحاء الدولة الأموية؛ فكان يَخرج الخليفة في موكب مهيب وسط رجال الدولة الكبار، يتقدمهم الجند لأداء صلاة العيد. كما أن الأعراس والأفراح، بعد أن كانت بسيطة جدًا في عهود الخلفاء الراشدين وما قبل الإسلام، باتت مترفة جدًّا، وتُنفق عليها أموال طائلة؛ فكانوا يقيمون ولائم عظيمة في الأعراس، ثم يلعب الفتيان بالرماح ويتسابقون بالخيل، فيما يجلس النساء يتحدث بعضهن إلى بعض، وأما العروس فكانت تزين بزينة عظيمة، ويُحيط بها خدمها يُغنون لها حتى تذهب إلى بيت زوجها. وقد كان من وسائل الترفيه والتسلية الشائعة في تلك الحقبة جلب المغنين أو «المضحكين» الذين يلقون النكات ويُضحِكون الناس. كما كانت ألعاب النرد والشطرنج شائعة أيضًا، وقد أخذهما العرب من الفرس. كما كانوا يرفهون عن أنفسهم بالصيد والرياضة، وقد أقامت الدولة في عهد هشام بن عبد الملك سباقات كبيرة للخيل، بلغ عدد المشاركين فيها 4,000 حصان في إحداها.
عمومًا امتاز المجتمع في العصر الأموي بالترف الكثير، على النقيض من عهود الإسلام السابقة، ولم ينعكس ذلك على المناسبات والعادات الاجتماعية فحسب؛ فقد انعكس على ملابس العامة أيضًا، فتنافس الناس وخصوصًا الخلفاء وكبار رجال البلاط في شراء الملابس الجديدة والفاخرة والمتميزة، وأصبحَ الجميع يرتدون جِبابًا وأردية وسراويل وعمائم وقلانس، ومع ازدياد الإسراف أصبح التجار يجلبون معهم إلى البلاد الإسلامية مختلف أنواع الحرير والصوف، بين موشّى ومطرّز، ومحاك بالذهب والفضة، ومرصع بالأحجار الكريمة. وكان خلفاء بني أمية يرتدون ملابس بيضاء على الأغلب، ومن أفخر أنواع القماش المطرز. وكان من قطع الملابس التي ارتداها الأمويون: القباء (رداء أو زي خارجي مفتوح عند الرقبة، أو يقفل بأزرار، وهو ضيق الكمين، وفي بعض الأحيان متوسط الاتساع)، والدُّرَّاعة (جبة مشقوقة من الأمام)، والطيلسان (الطرح التي تغطي الرأس)، والغلالة (ثوب رقيق شفاف يشبه القميص الذي ترتديه المرأة)، والملحفة (ملاية)، والإزار (لباس لستر العورة)، والشاشية (قبعة)، والتكة (رباط السروال). كما أن أسلوب إنتاج الأقمشة الخاصة المطرزة في المناسج الملكية قد ولد في العصر الأموي، ثم تطور لاحقًا وساد في أنحاء الدولة الإسلامية خلال العصور الوسطى، وكان أول خليفة أموي يؤسس مصانع خاصة للنسيج المطرز هو هشام بن عبد الملك. وقد كان من الظواهر المهمة في العصر الأموي أن أصبحَ غير المسلمين يرتدون ملابس العرب الفاخرة، حتى جاء عهد عمرَ بنِ عبد العزيز الذي حَرّم على أهل الذمة ارتداء لباس الرأس العربي، ومنه العمامة والعصب والطيلسان والملابس العسكرية العربية والأردية الخاصة مثل القبعة، وكان على هؤلاء أن يرتدوا حزامًا متميزًا يسمى المِنْطَق وأحيانًا الزُنّار.

## العلوم والفنون

### الحركة العلمية

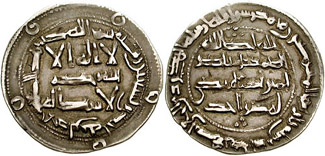
شملت حركة التعريب في العصر الأموي تعريب سك النقود، وتظهر في الصورة دراهم أندلسية من القرن الهجري الثاني.

على الرَّغم من أن العصر الذهبي للعلوم والحضارة الإسلاميَّيْن كان في العهد العباسيِّ كان للأمويين دورٌ بارز في التمهيد لهذا الازدهار والتهيئة له؛ إذ إنهم أرسَوا أسس التراث العلميِّ الذي بنى عليه العباسيون. ومن أهم هذه التطوُّرات التي هيَّأت للنهضة العلمية العباسية حركة التعريب في عهد عبد الملك بن مروان، الذي جعل من اللغة العربية لغة رسمية للدولة فأصبحت بذلك تستخدم في كل أصقاعها من المشرق إلى المغرب، كما أسهمَ الوليد كثيرًا بإنشائه المدارسَ والمستشفياتِ تحتَ رعاية الدولة التي أسهمت هي الأخرى في النهضة الإسلامية اللاحقة. وقد كان من أهم الإنجازات في تطوير الحركة العلمية في العصر الأمويّ تدوين العلوم وتعريبها للمرَّة الأولى، وهو ما أتاح لعلماء العرب والمسلمين الاطلاع عليها بسُهولة، كمان أن اتساع الدولة ودخول شعوب جديدة في الإسلام أتاح الفرصة للتعرف على حضاراتها، والاستفادة من تلك المعارف في تطوير الحضارة الإسلامية.

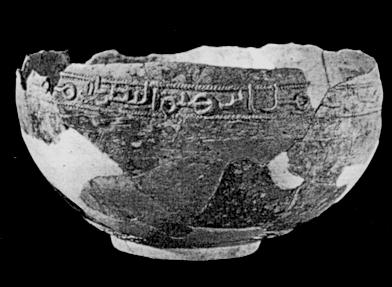
آنية أموية تعود إلى سنة 96 هـ، صنعت في مدينة الحيرة.

كان أول من أنشأ مدارس منظمة تعمل برعاية الدولة وتحتَ إشرافها في التاريخ الإسلامي هو الخليفة الأموي الوليد بن عبد الملك، وقد ساعد انتشار المدارس كثيرا على التهيئة لنهضة علمية عظيمة في العصر الأموي، لتكون النهضة العلمية فيما بعد؛ في العصر العباسي، أشمل وأعظم. كما كان من إنجازات الوليد الأخرى أنه أول من أنشأ المستشفيات في التاريخ، وأنشأ إلى جانبها البيمارستانات، وهي دور وظيفتها إيواء المعاقين وذوي الأمراض العقلية والعصبية، وقد اعتمدت الكثير من المشافي التي أُنْشِئَت لاحقًا في قارة أوروبا على نمط وأسس مشافي الوليد بن عبد الملك، وأصبح الأطباء الأجدَّاءُ يتتلمذون على أيدي أطباء هذه المشافي، وكان ذلك البادرةَ الأولى لولادة المدارس الطبية في التاريخ.
كانت حركات تدوين تاريخ العصر النبوي والراشدي، وحتى الأمويُّ نفسه، في العصر العباسي في معظمها، غير أنَّ حركة تناقل الأخبار وتسجيلها على نحوٍ محدود بدأت منذ العهد الأموي، وحُفظت بذلك استعدادًا لتدوينها في أيام العباسيين. وقد أسهمت في هذه الحركة عدَّة عوامل؛ منها دخول الكثير من الناس من الأمم الأخرى في الإسلام، وقد نقلَ هؤلاء أخبار تواريخ أممهم إلى العرب ورووها لهم، كما ألَّف بعضهم كتبًا خاصة تتحدث عن التاريخن ومغازي الرَّسول منذ تلك الفترة؛ منهم: وهب بن مُنَبِّه، وعروة بن الزبير بن العوام (الذي يُعَدُّ أوَّلَ من صنَّف في باب المغازي)، وكذلك أبان بن عثمان بن عفان وشهاب الزهريُّ.

### فن العمارة

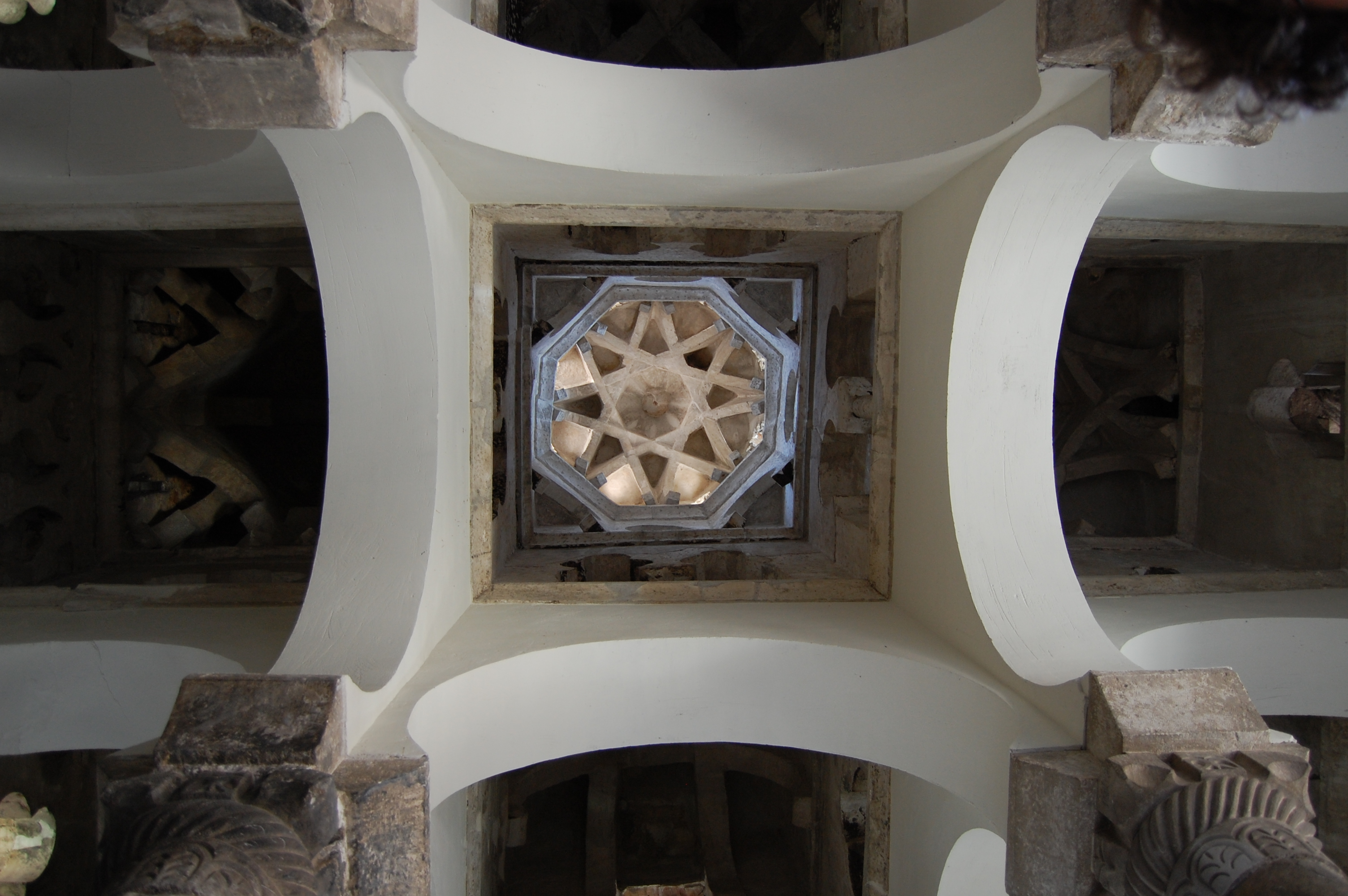
مسجد باب المردوم في مدينة طليطلة بإسبانيا، التي عمّرها الأمويون في أيام سيطرتهم على الأندلس.

قبل العصر الأمويِّ كان فن العمارة العربي بسيطًا جدًّا، ولم يتسم بالكثير من المعالم والمميزات، ولم تبدأ العمارة الإسلامية باكتساب نمط مختلف أكثر تعقيدًا حتى العهد الأموي، غير أن العمارة الأموية جاءت متأثرة كثيرًا، وشديدة الشبه بالعمارة البيزنطية التي كانت سائدة قبلها في بلاد الشام، بل إنها استنسخت تقريبًا معالم الفن المعماريّ البيزنطي في كثير من الأحيان، دون تغيير كبير، أو إضفاء صبغة مميزة عليه.

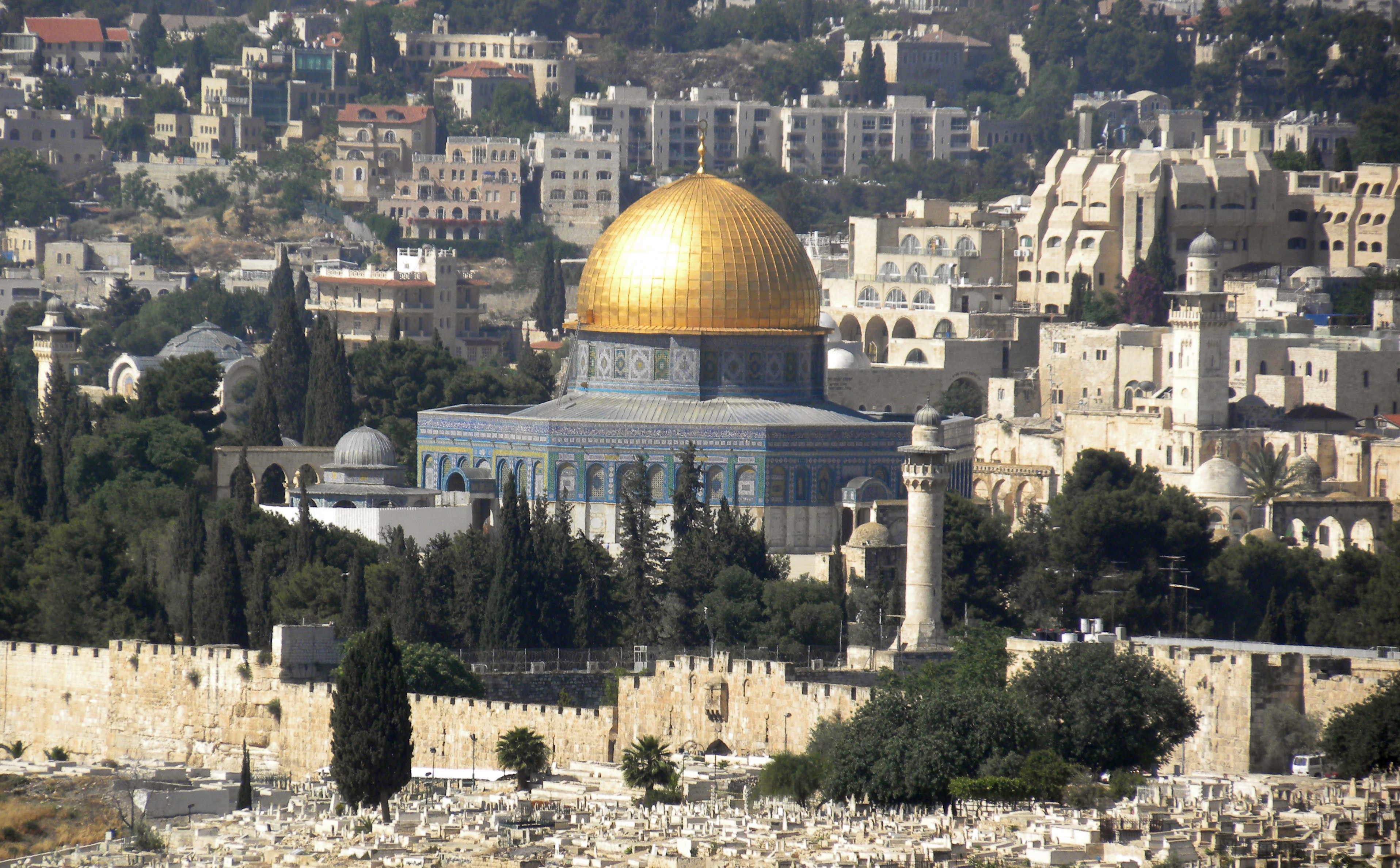
مسجد قبة الصخرة في القدس، الذي بناه الخليفة الأموي عبد الملك بن مروان، وهو أحد أبرز المنجزات المعمارية في العصر الأموي.

ويُمكن ملاحظة هذا التأثير على سبيل المثال في مسجد قبة الصخرة؛ فنمطه المعماريّ يشبه إلى حد بعيد النمط البيزنطي المسيحي، ولو أنه مع ذلك يتسم ببعض المميزات الإضافية المستمدَّة من العمارة الإسلامية؛ فقد أضيفت إليه بعض المعالم الإسلامية، مثل: القبة والمئذنة، فضلًا عن الآيات القرآنية والأحاديث النبويَّة التي أضيفت إلى زخرفاته، وبهذا مزجَ الأمويون الطراز المعماريّ البيزنطي بالعربي فيما أصبحَ (الطرازَ المعماريَّ الأمويَّ)، وقد تميَّز هذا الطراز المعماريُّ بالزخارف والفسيفساء. وقد اهتمَّ بالعمارة من الخلفاء الأمويين خصوصًا هشامُ بنُ عبد الملك، الذي كان النشاط العمرانيّ في عهده في ذروته.
ونظرًا إلى ترامي أطراف الدولة الأموية تفاوتت كثيرًا الأنماط والطرازات المعمارية في أنحائها المختلفة؛ إذ كانت على النحو الذي اعتادت عليه شعوب المناطق المفتوحة، وأما «العمارة الأموية» فظهرت في جلها بمنطقة بلاد الشام؛ مركز الدولة. وقد كانت القصور الأموية التي بنيت في هذه المنطقة فريدة؛ إذ لا توجد أي دلائل تاريخية أو أثرية على وجود مبانٍ مثلِها وبمثل طرازها في الشام قبل الحكم الأموي. وبشكل عام تُعد القصور والمساجد الجامعة الكبيرة أبرزَ الإنجازاتِ المعماريةِ في العصر الأموي.
يُعد كل من مسجد قبة الصخرة في مدينة القدس (المبنيّ في عهد عبد الملك بن مروان) وجامع بني أمية الكبير في دمشق (المبنيّ في عهد الوليد بن عبد الملك) اثنين من أشهر وأهم الإنجازات المعمارية الأموية على الإطلاق. ومن أبرز الإنجازات المعمارية الأموية أيضًا توسعة كل من المسجد الحرام في مكة والمسجد النبوي في المدينة المنورة، بالإضافة إلى قصري عمرة (قرب عمَّان)، والمشتى (قرب أريحا)، كما أنشؤوا مدنًا كثيرة؛ من أبرزها: الرصافة في الشام، وواسط في العراق، وقم في فارس، وحلوان في مصر، والقيروان في تونس.

## الاقتصاد

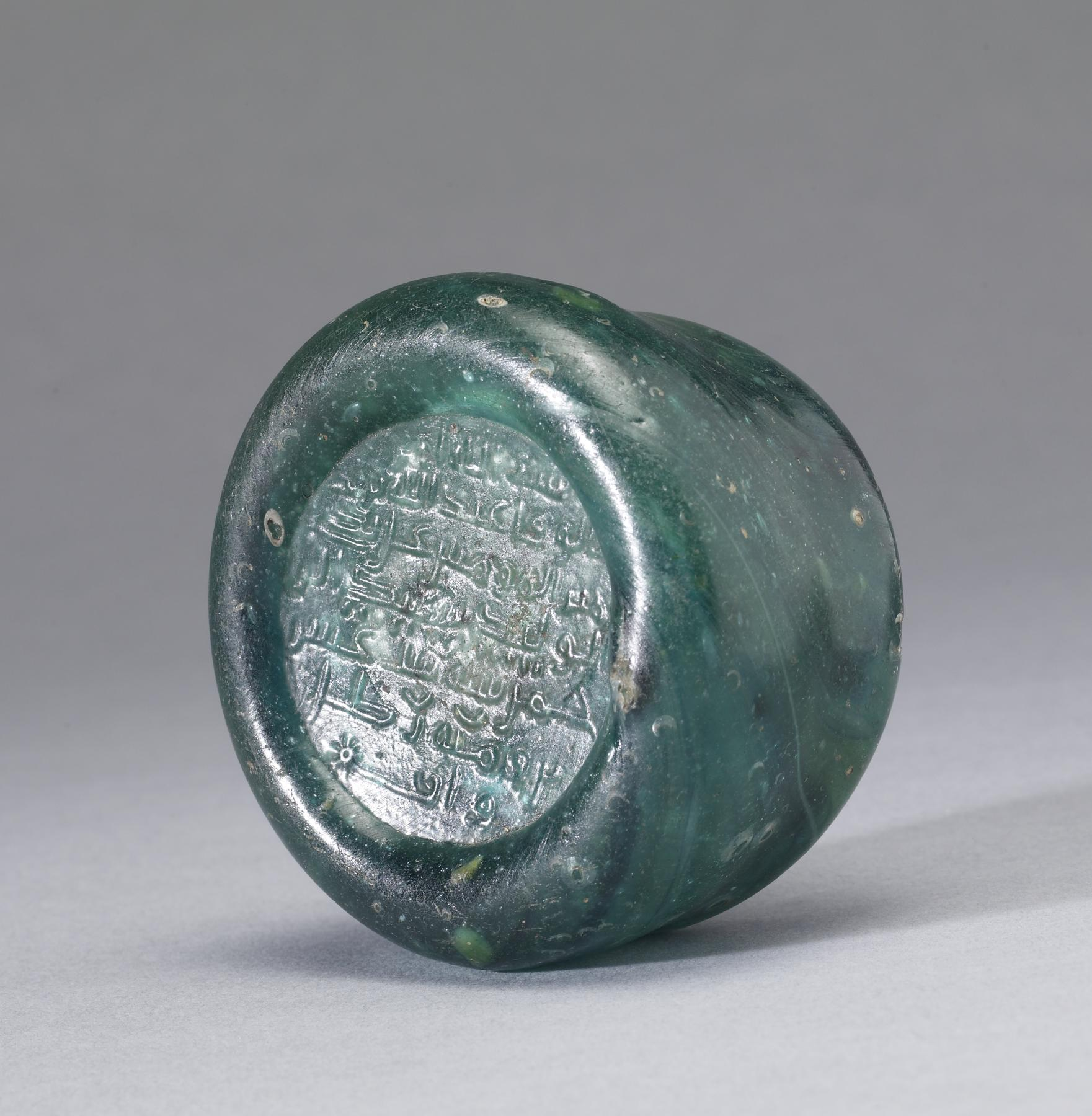
قطعة متميزة من الزجاج الأخضر تعد واحدة من أقدم القطع الإسلامية المعروفة على الإطلاق. معروضة في متحف وولترز آرت الأمريكي.

ازدهر الاقتصاد في عهد الدولة الأموية ازدهارًا كبيرًا نتيجة للفتوحات الإسلامية الكبيرة، التي أدَّت إلى توسيع رقعة الدولة، ووفَّرت لها موارد هائلة أغنتها ووفرت لها كل حاجاتها. يُوجد عدد محدودٌ من المصادر التاريخية التي تتناول موضوع الاقتصاد الأمويِّ، غير أن مثل هذه الكتب تركّز على الاقتصاد من الناحية الفقهية، وأما المصادر التي تبحث ميزانية الدولة وأحوالها المالية في العصر الأموي فهي معدومة تمامًا، ولذلك فإن الوسيلة الأساسية لمعرفة الأحوال الاقتصادية في عصر الدولة الأموية هي في دراسة المستوى المعيشيّ العامّ للأفراد مما نقلته كتب التاريخ.
وعمومًا؛ فقد كان الاقتصاد الأمويّ كبيرًا ومزدهرًا؛ حيث غذته كثيرًا الفتوحات الإسلامية الواسعة، فأصبحت الدولة الأموية مسيطرة على أغلب الطرق التجارية الأساسية في العالم القديم، وسيطرت من ثمَّ على الحركة التجارية فيها، فضلًا عن أن ربوعها شملت الكثير من المراكز الزراعية والصناعية الهامة، التي أغنت وأثرت اقتصادها، كما أن توسعها أتاحَ نمو حركة تجارية ضخمة بين ولاياتها بدون عوائق، جعلت نقل البضائع والمتاجرة بها سهلًا ويسيرًا، فازدهرت الحركة التجارية في الدولة؛ إذ شهدت الدولة الأموية حركة تجارية نشطة عبرَ أنحائها المختلفة الواسعة، ومع الدول والإمبراطوريات الأخرى المجاورة على حد سواء، ولم تُقم الدولة أي قيود من أي شكل على كافة أشكال التجارة بين ولايات الدولة نفسها، كما لم تفرض قيودًا، أو تقنن بأي شكل التداولات التجارية مع الدول المجاورة، ولم تحتكر أي نوع من البضائع التجارية، وبذلك فإن القوانين التجارية لم تختلف في العهد الأموي كثيرًا عمَّا كانت عليه في عهد الخلافة الراشدة.
وبشكل عام؛ فقد كانت أغلب المبادلات التجارية في العالم القديم تدور بين أراضي الدولتين الأموية والبيزنطية الكبيرتين المتنازعتين، وقد أدَّت القطيعة بينهما نتيجة الحرب إلى شلل كبير في الحركة الاقتصادية، خصوصًا في منطقة حوض المتوسط. وقد بلغ الاقتصاد الأمويّ ذروة ازدهاره في عهد الخليفة عمر بن عبد العزيز، حتى إنه يُحكى عن عهده أن عمال الصدقات كانوا يَبحثون عن فقراءَ ليعطوهم المال فلا يَجدون، وقد وفّرت الدولة في عهده للأفراد خدمات كثيرة، وساعدت على توفير العلاج، وإعالة المحتاجين، كما ساعدت الشباب على الزواج، وأعانت من يريد تأدية الحج، وغير ذلك من الحاجات.

## القضاء

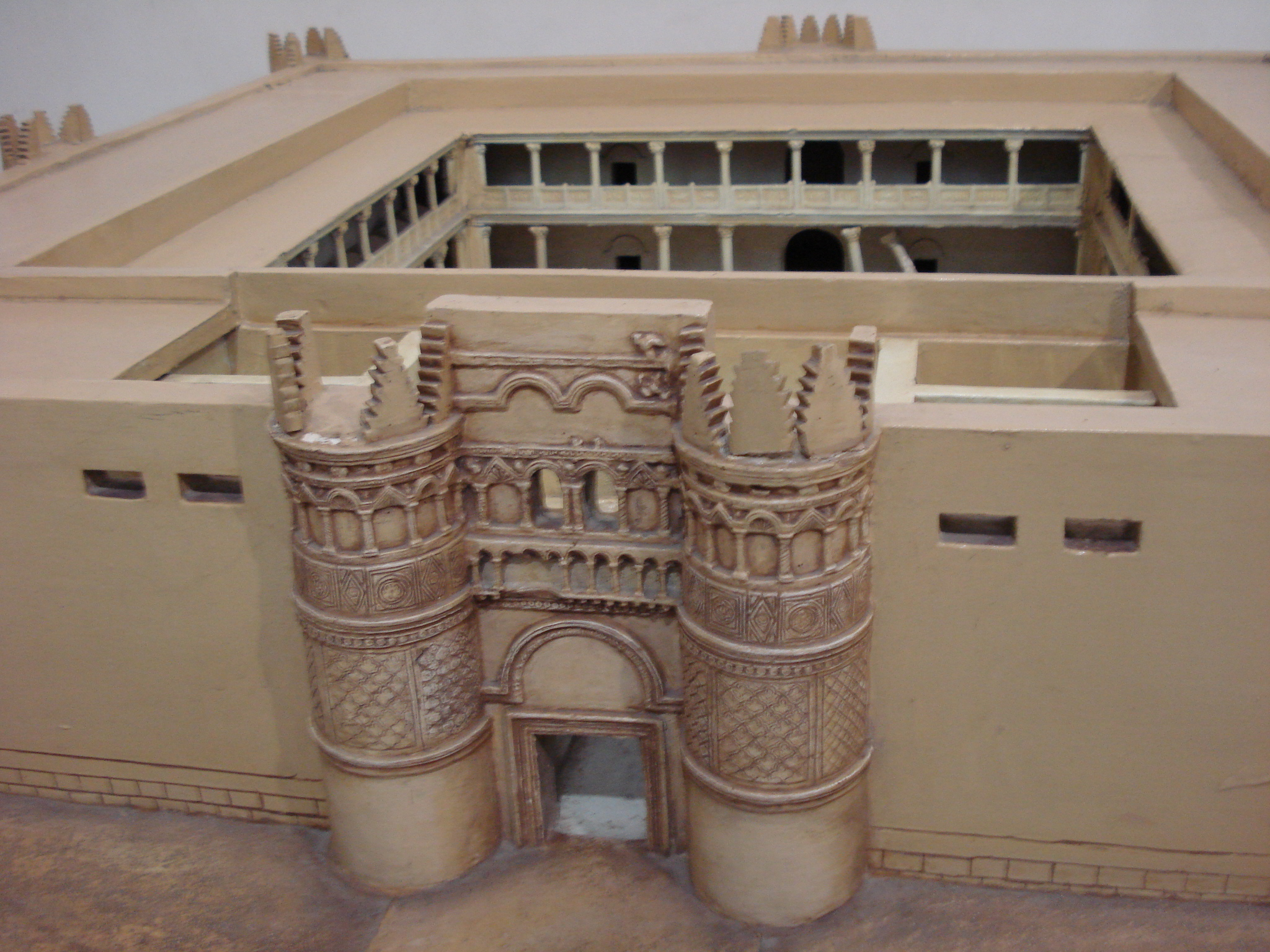
مجسم يصور قصر الحير الغربي عند اكتشافه، وهو يقع في بادية الشام على بعد 80 كم جنوب غرب تدمر. يُعد القصر واحداً من 36 قصراً أموياً أقيم في ضواحي وأرياف وصحاري بلاد الشام، وقد بني في أيام الخليفة الأموي هشام بن عبد الملك. هذا المجسم محفوظ في متحف دمشق الوطني.

يعتقد بعض الباحثين أن الشريعة الإسلامية لم تُطبَّق في الأنظمة القضائية والقانونية في الدولة الإسلامية إلا في عهد الخلافة الراشدة؛ حيث يعتقدون أنها توقفت مع مطلع العصر الأموي، بينما يرى آخرون؛ منهم: راغب السرجاني، أن تطبيق الشريعة الإسلامية في القضاء قد استمرَّ لأكثر من ذلك بكثير، خلال العصر الأموي كله؛ بل وما بعده أيضًا. ومن أبرز التطوُّرات، على الصعيد القضائي والقانوني، التي شهدها العهد الأموي أن الخلفاء قد توقفوا عن التدخل بأنفسهم في شؤون القضاء؛ فلم يفعلوا كما كان النبي محمد والخلفاء الراشدون من بعده يفعلون، فقد كان النبي محمدٌ مشرعا بوصفه نبيا، فكان لذلك يصدر الأحكام القضائية بنفسه، ويؤسس لها، بينما كان الخلفاء الراشدون من بعده كثيرا ما يُصدرون الأحكام القضائية بأنفسهم، أو يضعون أسسها، وعلى الرَّغم من توقف الخلفاء الأمويين عن التدخل بأنفسهم في شؤون القضاء، نجد أنهم قد استمرُّوا في توجيه قضاء الدولة في ثلاثة أمور، لأهميتها الكبيرة، وهذه الأمور الثلاثة هي: تعيين القضاة مُباشرة في عاصمة الدولة دمشق، وتعيين وعزل قضاة الدولة، والإشراف على أعمالهم والأحكام التي يُصدرونها، والتأكد من التزام القضاة بالأسلوب القضائي القويم. كما مارس الخلفاء الأمويون، بالإضافة إلى ذلك، قضاء المظالم وقضاء الحسبة.
وقد كان للقضاة دورٌ كبيرٌ في ضمان سير العدل في الدولة الأموية، وقد خالفوا الخلفاء والولاة أنفسهم عندما لزمَ ذلك، ووجهوهم إلى الالتزام بالشريعة الإسلامية؛ مثلما حدثَ عندما أراد والي مصر عبد العزيز بن مروان (65 - 85هـ) أخذ الجزية من المسلمين الأَجِدَّاء، فعارضه قاضي مصر آنذاك «ابن حجيرة» قائلاً: «أعيذك بالله أيها الأمير أن تكون أول من سنَّ ذلك بمصر». وقد تحقَّق عدل شبه كامل في كل الجوانب المالية بالدولة عندما جاء عهد عمرَ بنِ عبد العزيز، وعلى الرغم من أن دخول المال إلى بيت مال المسلمين كان يَخضع لرقابة كبيرة من طرف القضاة، لم يكن خروجها منه بالمثل؛ إذ إن خلفاء بني أمية لم يَبعوا الخلفاء الراشدين في هذا الأمر؛ فقد امتنع الخلفاء الراشدون تمامًا عن الاقتراب من بيت المال أو لمس ما فيه، وأما الخلفاء الأمويون فلم يعد في عهدهم فرق بين بيت مال الدولة وأموالهم الخاصة، وأصبحوا يأخذون منه ما يشاؤون، ويغدقون المال على أغراضهم الخاصة، وأصبحوا أثرياء، هم وأبناؤهم وعائلاتهم، ولم يتغير هذا الوضع حتى جاء عهد عمرَ بنِ عبد العزيز، الذي كبحَ جماح بني أمية، ومنعهم من لمس بيت المال، وردَّ الأموال إلى أصحابها، وتحرَّى العدل في مختلف جوانب الدولة، وعلى الرغم من ذلك انحرف أواخر الخلفاء الأمويين مجددًا؛ فحادوا عن هذا الطريق، وأسرفوا في امتلاك أموال الدولة كثيرًا.
اتَّبعَ الأمويون نفس أسلوب الخلفاء الراشدين في تعيين القضاة؛ حيث يَقوم الخلفاء بتعيين قاضٍ على كل إقليم من أقاليم الدولة، حسبَ كفاءته وأهليته للعمل. وقد دوَّن بعض هؤلاء القضاة أحكامهم؛ مثل قاضي مصر في عهد معاوية بن أبي سفيان «سليم التجيبي»، الذي كان أوَّل قاض يدون أحكامه، وقد أصبحت بعض هذه الأحكام، فيما بعد، قواعد فقهية عندَ تدوين الفقه في العصر العباسي. ومن أبرز القضاة الأمويين: عامر بن شراحيل الشعبي، وعبد الله بن عامر بن يزيد اليحصبي، وأبو إدريس الخولاني، وعبد الرحمن بن حجيرة، وأبو بردة بن أبي موسى الأشعري، وعبد الرحمن بن أذينة، وهشام بن هبيرة، وآخرون غيرهم.

## نظام الحكم

### جدول الخلفاء والحكام الأمويين
| الحاكم                                                     | فترة الحكم  |
| ---------------------------------------------------------- | ----------- |
| الخلفاء في دمشق                                            |             |
| معاوية بن أبي سفيان                                        | 661 – 680   |
| يزيد بن معاوية                                             | 680 – 683   |
| معاوية بن يزيد                                             | 683 – 684   |
| مروان بن الحكم                                             | 684 – 685   |
| عبد الملك بن مروان                                         | 685 – 705   |
| الوليد بن عبد الملك                                        | 705 – 715   |
| سليمان بن عبد الملك                                        | 715 – 718   |
| عمر بن عبد العزيز                                          | 717 – 720   |
| يزيد بن عبد الملك                                          | 720 – 724   |
| هشام بن عبد الملك                                          | 724 – 743   |
| الوليد بن يزيد                                             | 743 – 744   |
| يزيد بن الوليد                                             | 744         |
| إبراهيم بن الوليد                                          | 744         |
| مروان بن محمد (تولى الحكم في حران بإقليم الجزيرة الفراتية) | 744 – 750   |
| أمراء قرطبة                                                |             |
| عبد الرحمن الداخل                                          | 756 – 788   |
| هشام بن عبد الرحمن الداخل                                  | 788 – 796   |
| الحكم بن هشام                                              | 796 – 822   |
| عبد الرحمن بن الحكم                                        | 822 – 852   |
| محمد بن عبد الرحمن الأوسط                                  | 852 – 886   |
| المنذر بن محمد                                             | 886 – 888   |
| عبد الله بن محمد بن عبد الرحمن                             | 888 – 912   |
| عبد الرحمن الناصر لدين الله                                | 912 – 929   |
| الخلفاء في قرطبة                                           |             |
| عبد الرحمن الناصر لدين الله، بصفته خليفة                   | 929 – 961   |
| الحكم المستنصر بالله                                       | 961 – 976   |
| هشام المؤيد بالله                                          | 976 – 1008  |
| محمد المهدي بالله                                          | 1008 – 1009 |
| سليمان المستعين بالله                                      | 1009 – 1010 |
| هشام المؤيد بالله، أُعيد تنصيبه                             | 1010 – 1012 |
| سليمان المستعين بالله، أُعيد تنصيبه                         | 1012 – 1017 |
| عبد الرحمن المرتضى                                         | 1021 – 1022 |
| عبد الرحمن بن هشام المستظهر بالله                          | 1022 – 1023 |
| محمد المستكفي                                              | 1023 – 1024 |
| هشام بن محمد المعتد بالله                                  | 1027 – 1031 |

### الخلافة

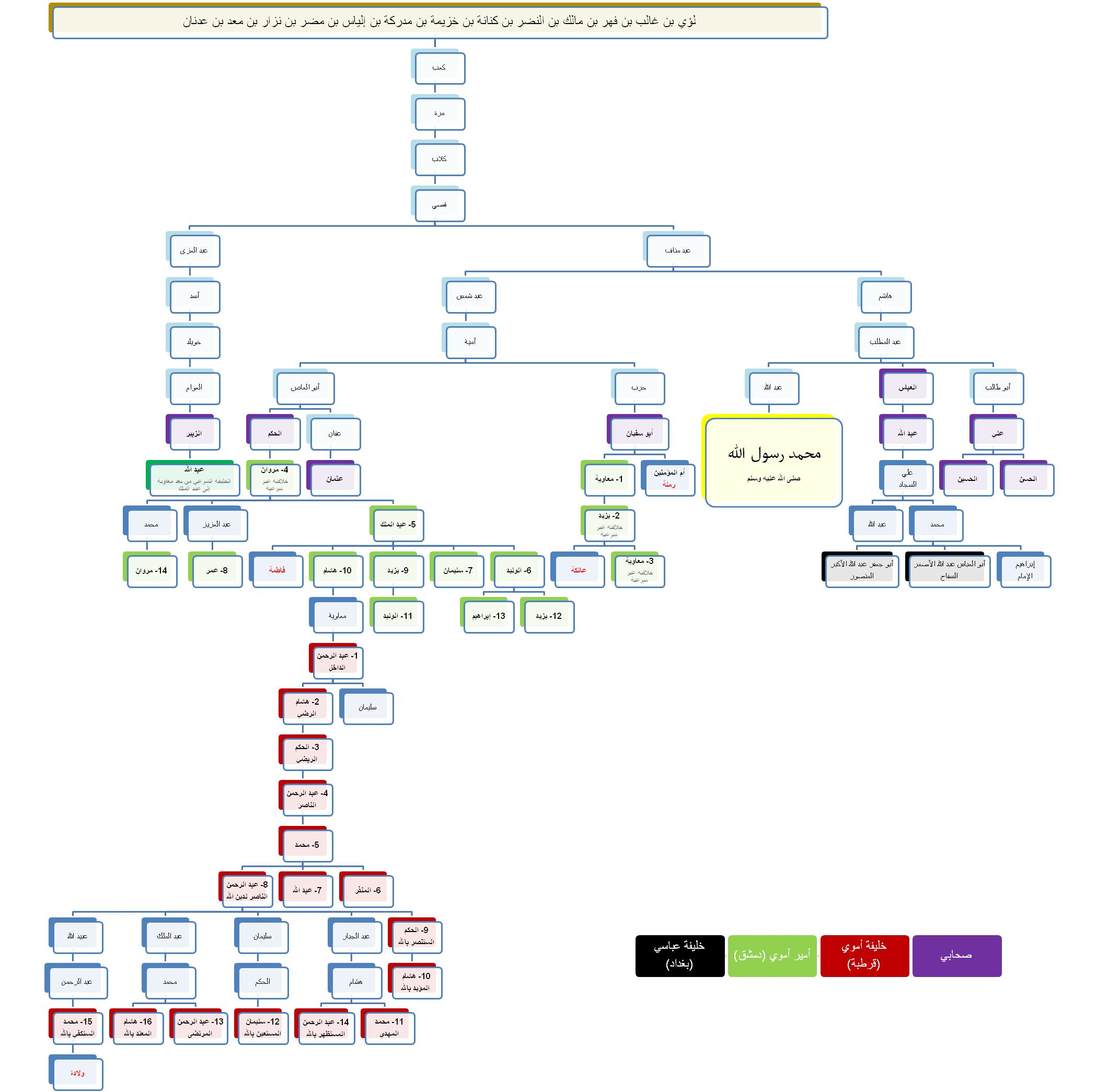
خلفاء بني أمية.

كان الخلفاء الراشدون يعيشون حياةً بعيدة عن الأبَّهة، ولم تكن تختلف عن حياة أي مواطن عادي في عهدهم؛ فلم يكن أبو بكر على سبيل المثال، يتقاضى راتبًا، وكان عمر، إبَّان خلافته، يستعين على الإنفاق على نفسه بما يربحه من التجارة، فلما أعلن معاوية بن أبي سفيان نفسه خليفةً، إثر مقتل الإمام علي بن أبي طالب، تأثّر بنظم الحكم التي كان البيزنطيون يطبقونها في الشام، فعاش حياة الملوك، واتخذ عرشًا للملك، وأقام الشرطة لحراسته، ودفعه مقتل ثلاثة خلفاء من قبله إلى أن يبني مقصورةً خاصةً في المسجد يُصلي بها منفردًا عن الناس. وحين عُهد بولاية العهد إلى ابنه يزيد استحدث للدولة الإسلامية تقليدًا جديدًا؛ فقد أصبحت الخلافة ملكًا وراثيًا بعد أن كانت باختيار أهل الحل والعقد لأبي بكر والتعيين لعمر والاختيار من أصحاب الشورى الستة لعثمان. وقد اعترض على ذلك أهل الحجاز، وخاصة المدينة المنورة، بما فيهم أبناء الصحابة عبد الرحمن بن أبي بكر، وعبد الله بن عمر، وعبد الله بن الزبير، وعبد الله بن عباس، وعبد الله بن جعفر بن أبي طالب؛ فقد عارضوا جعل الخلافة الإسلامية وراثية، فأعلن عبد الرحمن بن أبي بكر استنكاره لولاية العهد قائلاً: "ما الخيار أردتم لأمة محمد، ولكنكم تريدون أن تجعلوها هرقلية، كلما مات هرقل قام هرقل"، وقال عبد الله بن عمر: "إن هذه الخلافة ليست بهرقلية ولا قيصرية ولا كسروية يتوارثها الأبناء عن الآباء، ولو كانت كذلك كنت القائم بها بعد أبي". وقد عُرف التوريث بالهرقلية أو الكسروية تشبهًا بنظام أباطرة الروم وأكاسرة فارس الوراثي. وكان الخليفة طوال عهد الأسرة الأموية ملكًا لا يتقيد، في حكم البلاد، بدستور، وكانت جميع السلطات تجتمع في شخصه، فهو رئيس الدولة، وجميع الذين ينوبون عنه في إدارة الولايات، مسؤولون تجاهه.

### الوالي أو العامل
كانت الدولة الأموية مقسمة إلى عدّة ولايات ذات حدود غير ثابتة؛ فقد كانت تتغير بين الحين والآخر، وفق توسع الدولة، وقد كان النظام الإداري في عهد الأمويين بسيطًا؛ فكان الأمويون يختارون ولاتِهم من العرب الخلّص. واشتهر من عمّال الأمويين: عمرو بن العاص والي مصر، وزياد بن أَبِيه، وبعده الحجاج بن يوسف على العراقين؛ الشمالي والجنوبي، وقد كانت سلطة كل من هؤلاء مطلقة في ولايته. وكانت مهمة الوالي في العصر الأموي تتمثل في إمامة الصلاة، وقيادة الجيش، وجباية الخراج، وإدارة البريد، وسائر الأعمال الإدارية. وكانت مصاريف الولاية تُسْتَخْرَجُ من الضرائب المحلية، والفائض منها يُرسل إلى دمشق ليوضع في بيت المال. غير أنه في أواخر العهد الأموي، عندما أخذت سلطة الخليفة في دمشق تضعف، أخذ عدد من الولاة يحتفظون بالفائض لأنفسهم، فكَوَّنُوا بذلك ثرواتٍ طائلةً. ولم يكن منصب الوزارة معروفًا في العصر الأموي؛ فقد كان الخلفاء يستيعنون ببعض المساعدين، ولكنهم لم يسموا أحدًا منهم وزيرًا، ما عدا زياد بن أبيه؛ فقد لقبه بعضهم بالوزير في عهد معاوية.

### الكاتب
ترجع مهنة الكتابة إلى عهد الرسول محمد، عندما كان يتخذ كتابًا يدونون له آيات القرآن الكريم. ولمّا توسعت الدولة الإسلامية في العهد الأموي، وبلغت مشارف الصين شرقًا وفرنسا غربًا، أخذ كل خليفة يعتمد على كاتبه لإنشاء الرسائل التي يبعث بها إلى الولاة والقادة والملوك الآخرين، وأن يتلقى الرسائل التي ترد إلى الخليفة. ولمّا تشعبت أمور الدولة ازداد اعتماد الخلفاء على كتبتهم، وتساهل سليمان بن عبد الملك؛ فأمر كاتبه مرة أن يوقع عنه رسالة إلى قائد من قادة الجيش، ولم يلبث الكاتب أن أصبح موضع ثقة الخليفة، واكتفى الخليفة بأن يوقع على الرسائل. وقبل أن ينقضي العصر الأموي كانت الكتابة قد أصبحت صناعة ذاتَ قواعدَ وشروطٍ ذكرها عبد الحميد بن يحيى، كاتب مروان بن محمد، في رسالة معروفة في تاريخ النثر العربي. وقد بلغت الثقة الممنوحة للكاتب حدًّا جعله وكأنه وزيرٌ، له رأي في أمور الدولة، وكان يسمى بكاتب السر، لكونه يعتبر يد الخليفة، وكاتب سره، وكان الكتَّاب يمتازون بسَعة العلم، وصواب الفكر، وطول الخبرة، ومن أبرز من أشتهر من الكتاب في هذا العهد روح بن زنباع وأبو الزعيزعة مولى عبد الملك بن مروان.، ثم تطورت هذه المهمة حتى عرفت فيما بعد بديوان الإنشاء، وإلى جانب كاتب الرسائل، كان هناك أصنافٌ أخرى من الكتَّاب، أقلُّ شأنًا؛ مثلُ كاتب الخراج، وكاتب الجند، وكاتب القضاء.

## طالع أيضًا
- الخلافة الأموية في الأندلس
- الأوقاف في الدولة الأموية
- الدولة العباسية
- قائمة الخلفاء
- قائمة السلالات الإسلامية السنية
- جيش الدولة الأموية

### باللغة العربية
1. ↑  قباني (2006ب)، ص. 66-76.
2. ↑  قباني (2006ب)، ص. 72-74.
3. ↑  العش (1985)، ص. 121.
4. ↑  مقتل أمير المؤمنين علي بن أبي طالب. مفكرة الإسلام. تاريخ الولوج: 01-04-2012. نسخة محفوظة 10 يونيو 2017 على موقع واي باك مشين.
5. ↑  كتاب «مقتل علي بن أبي طالب والحسين»، لابن تيميَّة.
6. ↑  الكامل في التاريخ – المجلد الثاني 1979، صفحة 387-394
7. ↑  الشافعي (1996)، ج. 2، ص. 9.
8. ↑  قباني (2006ب)، ص. 84-86.
9. ↑  الكامل في التاريخ – المجلد الثاني 1979، صفحة 402-405
10. 1 2  محمد الخضري بك 1969، صفحة 100
11. ↑  قباني (2006ب)، ص. 89.
12. ↑  الدروس المستفادة من فتوحات معاوية (الجزء الأول)[وصلة مكسورة]. لعلي محمد الصلابي، موقع هدى الإسلام. تاريخ النشر: 05-10-2008. تاريخ الولوج: 01-04-2012. "نسخة مؤرشفة". مؤرشف من الأصل في 2015-09-24. اطلع عليه بتاريخ 2012-04-01.{{استشهاد ويب}}:  صيانة الاستشهاد: BOT: original URL status unknown (link)
13. ↑  التاريخ الإسلامي - 4 -: العهد الأموي 1982، صفحة 100-101
14. ↑  الحروب الصليبية في المشرق 1984، صفحة 30-31
15. ↑  التاريخ الإسلامي - 4 -: العهد الأموي 1982، صفحة 100
16. 1 2 3 4  الفتوحات والعلاقات في عهد معاوية[وصلة مكسورة]. لعلي محمد الصلابي، موقع هدي الإسلام. تاريخ النشر: 05-10-2008. تاريخ الولوج: 01-04-2012. "نسخة مؤرشفة". مؤرشف من الأصل في 2015-09-24. اطلع عليه بتاريخ 2012-04-01.{{استشهاد ويب}}:  صيانة الاستشهاد: BOT: original URL status unknown (link)
17. ↑  الكامل في التاريخ – المجلد الثاني 1979، صفحة 458-459
18. 1 2  التاريخ الإسلامي - 4 -: العهد الأموي 1982، صفحة 102
19. ↑  فتح جزيرة رودس.. قاعدة مهمة للبحرية الإسلامية. لراغب السرجاني، موقع قصة الإسلام. تاريخ النشر: 28-07-2010. تاريخ الولوج: 01-04-2012. نسخة محفوظة 11 مايو 2020 على موقع واي باك مشين.
20. 1 2  الكامل في التاريخ – المجلد الثاني 1979، صفحة 497
21. ↑  قباني (2006أ)، ص. 16-17.
22. ↑  [ابن عبد البر]. كتاب الاستيعاب في معرفة الأصحاب. ج. 2. ص. 658. مؤرشف من الأصل في 2023-05-23.
23. ↑  التاريخ الإسلامي - 4 -: العهد الأموي 1982، صفحة 109
24. 1 2 3 4 5 6 7 8 9 10 11 12 13  خلافة بني أمية من إهم السلالات الإسلامية التي حكمت مابين 661 الي 750. لـ«سعاد العمري». تاريخ الولوج: 02-04-2012. نسخة محفوظة 3 أغسطس 2017 على موقع واي باك مشين. [وصلة مكسورة]
25. ↑  العش (1985)، ص. 138-140.
26. ↑  ديوان البريد والاتصالات في الحضارة الإسلامية. لراغب السرجاني، موقع قصة الإسلام. تاريخ النشر: 16-05-2010. تاريخ الولوج: 02-04-2012. نسخة محفوظة 22 أكتوبر 2016 على موقع واي باك مشين.
27. ↑  قباني (2006أ)، ص. 20-21.
28. ↑  التاريخ الإسلامي - 4 -: العهد الأموي 1982، صفحة 119-122
29. 1 2  الشافعي (1996)، ج. 2، ص. 10-11.
30. ↑  الكامل في التاريخ – المجلد الثالث 1979، صفحة 105-106
31. 1 2  قباني (2006أ)، ص. 23-24.
32. ↑  الكامل في التاريخ – المجلد الثالث 1979، صفحة 107
33. 1 2  الكامل في التاريخ – المجلد الثالث 1979، صفحة 108
34. 1 2  قباني (2006أ)، ص. 24.
35. 1 2  العش (1985)، ص. 166-167.
36. 1 2  قباني (2006أ)، ص. 24-27.
37. ↑  التاريخ الإسلامي - 4 -: العهد الأموي 1982، صفحة 134
38. ↑  التاريخ الإسلامي - 4 -: العهد الأموي 1982، صفحة 132
39. ↑  الكامل في التاريخ – المجلد الثالث 1979، صفحة 48-91
40. ↑  قباني (2006أ)، ص. 27.
41. ↑  العش (1985)، ص. 165.
42. ↑  العش (1985)، ص. 173-174.
43. ↑  العش (1985)، ص. 175.
44. ↑  العش (1985)، ص. 177.
45. ↑  الشافعي (1996)، ج. 2، ص. 11.
46. ↑  الشافعي (1996)، ج. 2، ص. 12-13.
47. ↑  "شبيب الخارجي". الموسوعة العربية الميسرة. موسوعة شبكة المعرفة الريفية. 1965. مؤرشف من الأصل في 25 مارس 2020. اطلع عليه بتاريخ 12 كانون الأول 2011. {{استشهاد ويب}}: تحقق من التاريخ في: |تاريخ الوصول= (مساعدة)صيانة الاستشهاد: BOT: original URL status unknown (link)
48. ↑  التاريخ الإسلامي - 4 -: العهد الأموي 1982، صفحة 207-210
49. ↑  الشافعي (1996)، ج. 2، ص. 36.
50. 1 2 3  الشافعي (1996)، ج. 2، ص. 27.
51. ↑  التاريخ الإسلامي - 4 -: العهد الأموي 1982، صفحة 203
52. ↑  التاريخ الإسلامي - 4 -: العهد الأموي 1982، صفحة 204
53. ↑  الكامل في التاريخ – المجلد الثالث 1979، صفحة 369
54. ↑  التاريخ الإسلامي - 4 -: العهد الأموي 1982، صفحة 205
55. ↑  الكامل في التاريخ – المجلد الثالث 1979، صفحة 363
56. ↑  التاريخ الإسلامي - 4 -: العهد الأموي 1982، صفحة 202
57. ↑  الحروب الصليبية في المشرق 1984، صفحة 32
58. ↑  التاريخ الإسلامي - 4 -: العهد الأموي 1982، صفحة 205-206
59. ↑  ثورة عبد الرحمن بن الأشعث على الدولة الأموية[وصلة مكسورة]. موقع هدي الإسلام. تاريخ النشر: 03-11-2011. تاريخ الولوج: 04-04-2012. "نسخة مؤرشفة". مؤرشف من الأصل في 2012-12-25. اطلع عليه بتاريخ 2018-01-27.{{استشهاد ويب}}:  صيانة الاستشهاد: BOT: original URL status unknown (link)
60. ↑  الشافعي (1996)، ج. 2، ص. 42-43.
61. ↑  العش (1985)، ص. 220-221.
62. ↑  العش (1985)، ص. 220-226.
63. 1 2  قبة الصخرة ليست المسجد الأقصى وعمر بن الخطاب رفض الصلاة في اتجاهها. تاريخ الولوج: 05-04-2012. نسخة محفوظة 06 يوليو 2017 على موقع واي باك مشين.
64. ↑  قبة الصخرة المشرفة وأهميتها في العمارة الإسلامية. المركز الفلسطيني للإعلام. تاريخ الولوج: 05-04-2012. نسخة محفوظة 01 مارس 2011 على موقع واي باك مشين.
65. ↑  الشافعي (1996)، ج. 2، ص. 14.
66. ↑  التاريخ الإسلامي - 4 -: العهد الأموي 1982، صفحة 221
67. ↑  فتوحات العرب للمغرب العربي. تاريخ الولوج: 04-04-2012. نسخة محفوظة 27 يوليو 2015 على موقع واي باك مشين.
68. ↑  قباني (2006أ).
69. 1 2  موسى بن نصير: شيخ المجاهدين وفاتح الأندلس. لحازم ناظم فاضل، رابطة أدباء الشام. تاريخ الولوج: 04-04-2012. نسخة محفوظة 26 أبريل 2015 على موقع واي باك مشين. [وصلة مكسورة]
70. ↑  الكامل في التاريخ – المجلد الثالث 1979، صفحة 561
71. ↑  قباني (2006أ).
72. ↑  فتوحات طارق بن زياد. تاريخ الولوج: 04-04-2012. نسخة محفوظة 28 مايو 2014 على موقع واي باك مشين.
73. ↑  الوليد بن عبد الملك ووقف فتوحات الأندلس. لراغب السرجاني، موقع قصة الإسلام. تاريخ النشر: 29-03-2011. تاريخ الولوج: 04-04-2012. نسخة محفوظة 13 أبريل 2020 على موقع واي باك مشين.
74. ↑  التاريخ الإسلامي - 4 -: العهد الأموي 1982، صفحة 221-222
75. ↑  التاريخ الإسلامي - 4 -: العهد الأموي 1982، صفحة 222
76. ↑  الكامل في التاريخ – المجلد الثالث 1979، صفحة 567-568
77. ↑  قباني (2006أ).
78. ↑  كتاب «قتيبة بن مسلم الباهلي» (الجزء 5 من «سلسلة فرسان الإسلام») لـ«خالد محمد خلاوي». ص11-12. الطبعة الأولى سنة 2001، من مكتبة العبيكان (الرياض، السعودية).
79. 1 2 3 4  التاريخ الإسلامي - 4 -: العهد الأموي 1982، صفحة 226-227
80. ↑  كتاب «قتيبة بن مسلم الباهلي»، مرجع سابق، ص13-17.
81. ↑  كتاب «قتيبة بن مسلم الباهلي»، مرجع سابق، ص20-21.
82. ↑  كتاب «قتيبة بن مسلم الباهلي»، مرجع سابق، ص23-30.
83. ↑  كتاب «محمد بن القاسم» (الجزء 6 من «سلسلة فرسان الإسلام») لـ«خالد محمد خلاوي». ص18-23. الطبعة الأولى سنة 2001، من مكتبة العبيكان (الرياض، السعودية).
84. 1 2  التاريخ الإسلامي - 4 -: العهد الأموي 1982، صفحة 228
85. ↑  كتاب «محمد بن القاسم»، مرجع سابق، ص24-25
86. ↑  كتاب البداية والنهاية، لابن كثير، الجزء التاسع، فصل «بناء الجامع الأموي».
87. 1 2  المسجد: المسجد الأموي. موسوعة المساجد في العالم. تاريخ الولوج: 05-04-2012. نسخة محفوظة 8 مايو 2020 على موقع واي باك مشين.
88. ↑  الجامع الأموي في دمشق. موقع اكتشف سورية. تاريخ الولوج: 05-04-2012. نسخة محفوظة 13 يونيو 2017 على موقع واي باك مشين.
89. ↑  كشف الستور عما أشكل من أحكام القبور، تأليف: محمود سعيد ممدوح، ص96.
90. 1 2  الشافعي (1996)، ج. 2، ص. 15.
91. ↑  الكامل في التاريخ – المجلد الرابع 1979، صفحة 29-30
92. ↑  الكامل في التاريخ – المجلد الرابع 1979، صفحة 27-28
93. ↑  الكامل في التاريخ – المجلد الرابع 1979، صفحة 37-41
94. 1 2 3  كتاب «سيرة ومناقب عمر بن عبد العزيز الخليفة الزاهد»، لابن الجوزي.
95. ↑  قباني (2006أ).
96. ↑  الشافعي (1996)، ج. 2، ص. 16-17.
97. ↑  الكامل في التاريخ – المجلد الرابع 1979، صفحة 64
98. ↑  الكامل في التاريخ – المجلد الرابع 1979، صفحة 65
99. 1 2  التاريخ الإسلامي - 4 -: العهد الأموي 1982، صفحة 244
100. ↑  الكامل في التاريخ – المجلد الرابع 1979، صفحة 62
101. ↑  التاريخ الإسلامي - 4 -: العهد الأموي 1982، صفحة 248-249
102. 1 2  التاريخ الإسلامي - 4 -: العهد الأموي 1982، صفحة 250
103. 1 2  التاريخ الإسلامي - 4 -: العهد الأموي 1982، صفحة 255-256
104. ↑  قباني (2006أ).
105. 1 2  التاريخ الإسلامي - 4 -: العهد الأموي 1982، صفحة 261
106. ↑  الشافعي (1996)، ج. 2، ص. 43-44.
107. 1 2  الشافعي (1996)، ج. 2، ص. 18.
108. ↑  التاريخ الإسلامي - 4 -: العهد الأموي 1982، صفحة 273-277
109. ↑  مقارنة بين الخلافة الأموية والخلافة العباسية. تاريخ الولوج: 07-04-2012. نسخة محفوظة 01 يوليو 2017 على موقع واي باك مشين.
110. 1 2 3  الحروب الصليبية في المشرق 1984، صفحة 34
111. 1 2  التاريخ الإسلامي - 4 -: العهد الأموي 1982، صفحة 274
112. ↑  الحروب الصليبية في المشرق 1984، صفحة 35
113. ↑  التاريخ الإسلامي - 4 -: العهد الأموي 1982، صفحة 273
114. 1 2 3  التاريخ الإسلامي - 4 -: العهد الأموي 1982، صفحة 276
115. 1 2  التاريخ الإسلامي - 4 -: العهد الأموي 1982، صفحة 277
116. 1 2  الشافعي (1996)، ج. 2، ص. 40.
117. 1 2  قباني (2006أ).
118. ↑  الشافعي (1996)، ج. 2، ص. 19-20.
119. ↑  قباني (2006أ).
120. 1 2  العش (1985)، ص. 301-302.
121. 1 2  العش (1985)، ص. 302-303.
122. 1 2 3  الشافعي (1996)، ج. 2، ص. 19.
123. ↑  العش (1985)، ص. 302.
124. ↑  العش (1985)، ص. 303.
125. 1 2 3  العش (1985)، ص. 304.
126. 1 2  الشافعي (1996)، ج. 2، ص. 20.
127. 1 2  قباني (2006أ).
128. ↑  العش (1985)، ص. 305-306.
129. ↑  الشافعي (1996)، ج. 2، ص. 19-21.
130. 1 2  العش (1985)، ص. 308-309.
131. ↑  العش (1985)، ص. 309.
132. ↑  الشافعي (1996)، ج. 2، ص. 20-21.
133. 1 2  قباني (2006أ).
134. 1 2  كتاب «سير أعلام النبلاء» للذهبي، فصل «مروان بن محمد».
135. ↑  السرجاني، راغب. "قصة الإسلام". عهد الولاة - قصة الأندلس. مؤرشف من الأصل في 2016-03-05. اطلع عليه بتاريخ 2011-07-18.
136. ↑  السرجاني، راغب. "قصة الإسلام". عبد الرحمن الداخل صقر قريش - قصة الأندلس. مؤرشف من الأصل في 2016-10-13. اطلع عليه بتاريخ 2011-07-18.
137. ↑  دولة الأمويين في الأندلس. تاريخ الولوج: 09-04-2012. نسخة محفوظة 25 مايو 2015 على موقع واي باك مشين.
138. ↑  تاريخ الدولة الأندلسية. تاريخ الولوج: 09-04-2012. نسخة محفوظة 07 يناير 2015 على موقع واي باك مشين.
139. ↑  الشافعي (1996)، ج. 2، ص. 73.
140. ↑  الشافعي (1996)، ج. 2، ص. 78-79.
141. ↑  الشافعي (1996)، ج. 2، ص. 80.
142. ↑  الشافعي (1996)، ج. 2، ص. 81.
143. ↑  في ذكري سقوطها …”الوقائع اليوم” تحوم بالدولة الأموية. بقلم: منار الأزهري. موقع جريدة الوقائع. تاريخ النشر: 24 أبريل 2019. نسخة محفوظة 1 أكتوبر 2020 على موقع واي باك مشين.
144. 1 2  الملابس تحكي سيرة التمدن. جريدة الخليج. تاريخ النشر: 30-08-2015. نسخة محفوظة 24 فبراير 2020 على موقع واي باك مشين.
145. ↑  د. سامية إبراهيم لطفي السمان ود. عزة إبراهيم علي، «تاريخ وتطور الملابس عبر العصور»، الإسكندرية: جامعة الإسكندرية، 1992، ص 84- 85.
146. ↑  العلوم الإسلامية وقيام النهضة الأوروبية. لعمر كوش. تاريخ النسر: 26-03-2012. تاريخ الولوج: 10-04-2012. نسخة محفوظة 26 مايو 2020 على موقع واي باك مشين.
147. 1 2  ندوة علمية تبرز دور المسلمين في تقدم العلم والتكنولوجيا. تاريخ النسر: 07-07-2007. تاريخ الولوج: 10-04-2012. نسخة محفوظة 09 يناير 2017 على موقع واي باك مشين.
148. ↑  الحركة العلمية في العصر الأموي في المشرق الإسلامي. لعبد الرحمن أحمد حفظ الدين المصنف. المركز الوطني للمعلومات، الجمهورية اليمنية. تاريخ الولوج: 10-04-2012. نسخة محفوظة 09 يناير 2017 على موقع واي باك مشين.
149. 1 2  فجر الإسلام: يبحث عن الحياة العقلية في صدر الإسلام إلى آخر الدولة الأموية 1969، صفحة 156-158
150. 1 2  أسس ومبادئ العمارة الإسلامية. موقع «أرض الحضرات»، مقال لـ«محمد هشام النعسان». تاريخ الولوج: 30-04-2012. نسخة محفوظة 03 أغسطس 2016 على موقع واي باك مشين.
151. ↑  العمـــارة فــي العصـــر الأمــــوي* نسخة محفوظة 4 ديسمبر 2014 على موقع واي باك مشين.. قراءة في كتاب «العمارة الأموية: الإنجازات والتآويل» (لـ«خالد السلطاني»)، في مقال لـ«آزاد أحمد علي». جريدة الاتحاد. تاريخ الولوج: 30-04-2012. [وصلة مكسورة] "نسخة مؤرشفة". مؤرشف من الأصل في 2016-03-06. اطلع عليه بتاريخ 2017-07-15.{{استشهاد ويب}}:  صيانة الاستشهاد: BOT: original URL status unknown (link)
152. 1 2  دولة بني أمية. تاريخ النشر: 31-5-2020. نسخة محفوظة 1 أكتوبر 2020 على موقع واي باك مشين.
153. ↑  عمارة القصور الاموية: البيئة المعمارية في بلاد الشام قبل الحكم الاموي. مقال لـ«خالد السلطان». تاريخ الولوج: 02-05-2012. نسخة محفوظة 17 نوفمبر 2016 على موقع واي باك مشين.
154. ↑  العمارة في العصر الأموي الحلقة الأهم في مسار العمارة العربية ـ الإسلامية. مقال لـ«خالد السلطان»، في جريدة الشرق الأوسط. تاريخ الولوج: 03-05-2012. نسخة محفوظة 03 نوفمبر 2012 على موقع واي باك مشين. [وصلة مكسورة]
155. ↑  الشافعي (1996)، ج. 2، ص. 89-97.
156. 1 2  الشافعي (1996)، ج. 2، ص. 82.
157. ↑  الشافعي (1996)، ج. 2، ص. 82-88.
158. ↑  الزراعة والتجارة في العصر الأموي. موقع قصة الإسلام، لراغب السرجاني. تاريخ النشر 28-04-2010. تاريخ الولوج 05-05-2012. نسخة محفوظة 30 مايو 2020 على موقع واي باك مشين.
159. ↑  الدولة الأموية وتحكيم الشريعة الإسلامية. موقع قصة الإسلام، لراغب السرجاني. تاريخ النشر 14-10-2010. تاريخ الولوج 05-05-2012. نسخة محفوظة 17 مارس 2016 على موقع واي باك مشين.
160. ↑  مؤسسة القضاء.. ابتكارها وتطويرها. موقع قصة الإسلام، لراغب السرجاني. تاريخ النشر 16-05-2010. تاريخ الولوج 05-05-2012. نسخة محفوظة 11 مايو 2020 على موقع واي باك مشين.
161. ↑  موسوعة سفير، المجلد الثاني «العصر الأموي»، مرجع سابق، ص76.
162. ↑  موسوعة سفير، المجلد الثاني «العصر الأموي»، مرجع سابق، ص76-77.
163. ↑  موسوعة سفير، المجلد الثاني «العصر الأموي»، مرجع سابق، ص69.
164. ↑  تاريخ الدولة العليّة العثمانية، تأليف: الأستاذ محمد فريد بك المحامي، تحقيق: الدكتور إحسان حقي، دار النفائس، الطبعة العاشرة: 1427 هـ - 2006 م، صفحة: 30، بيروت - لبنان ISBN 9953-18-084-9
165. 1 2  عزيز الرحمن، سيّد (2001). أخبار إسبانيا الإسلامية. Goodword Books. ص. 129. ISBN:978-81-87570-57-8. مؤرشف من الأصل في 2020-01-28. [توفي الأمير عبد الله في] السادس عشر من أكتوبر، سنة 912 بعد أن أمضى 26 سنة من الحكم المغمور الشائن تاركًا المتجزءة والمُفلسة إلى حفيده عبد الرحمن. وفي اليوم التالي، جرت مراسم تتويج السلطان الجديد في «المجلس الكامل» في القصر. {{استشهاد بكتاب}}: |archive-date= / |archive-url= timestamp mismatch (مساعدة)
166. 1 2  المصور في التاريخ، الجزء التاسع. حضارات العالم في العصور القديمة والوسطى. تأليف: شفيق جحا، بهيج عثمان، منير البعلبكي. الطبعة التاسعة عشر، أيلول/سبتمبر 1999. دار العلم للملايين، بيروت - لبنان. صفحة: 355
167. ↑  الدولة العربية الإسلامية الأولى (1-41 هـ / 623-661 م). الطبعة الثالثة 1995 م. دكتور عصام شبارو. دار النهضة العربية، بيروت - لبنان. صفحة: 370
168. 1 2  المصور في التاريخ، الجزء التاسع. حضارات العالم في العصور القديمة والوسطى. تأليف: شفيق جحا، بهيج عثمان، منير البعلبكي. الطبعة التاسعة عشر، أيلول/سبتمبر 1999. دار العلم للملايين، بيروت - لبنان. صفحة: 366
169. ↑  المصور في التاريخ، الجزء التاسع. حضارات العالم في العصور القديمة والوسطى. تأليف: شفيق جحا، بهيج عثمان، منير البعلبكي. الطبعة التاسعة عشر، أيلول/سبتمبر 1999. دار العلم للملايين، بيروت - لبنان. صفحة: 356
170. ↑  أبو زيد شلبي، تاريخ الحضارة الإسلامية، ص 104 – 105
171. ↑  الجهشياري، الوزراء والكتاب ، ص 35
172. ↑  المصور في التاريخ، الجزء التاسع. حضارات العالم في العصور القديمة والوسطى. تأليف: شفيق جحا، بهيج عثمان، منير البعلبكي. الطبعة التاسعة عشر، أيلول/سبتمبر 1999. دار العلم للملايين، بيروت - لبنان. صفحة: 357

### بلغاتٍ أجنبيةٍ
1. ↑  M.A. Al-Bakhit, L. Bazin and S.M. Cissoko (2008). "The Peoples, Sekene Mody Cissoko, History of Humanity:From the Seventh to the Sixteenth Century". مؤرشف من الأصل في 2015-03-24.
2. ↑  Jonathan Miran. "Red Sea Citizens: Cosmopolitan Society and Cultural Change in Massawa" (بالإنجليزية). Indiana University Press. p. 100. Archived from the original on 2015-03-24.
3. ↑  Khalid Yahya Blankinship (1994) The End of the Jihad State: The Reign of Hisham Ibn 'Abd al-Malik and the Collapse of the Umayyads. SUNY Press. p. 286
4. ↑  Khalid Yahya Blankinship (1994) The End of the Jihad State: The Reign of Hisham Ibn 'Abd al-Malik and the Collapse of the Umayyads. SUNY Press. p. 147
5. ↑  Stefan Goodwin (2006). "Africas Legacies Of Urbanization: Unfolding Saga of a Continent" (بالإنجليزية). Rowman & Littlefield. p. 85. Archived from the original on 2019-12-18.
6. ↑  Muktar، Mohamed Haji (1995). "Islam in Somali History:Fact and Fiction". The Red Sea Press, Inc. ص. 3. مؤرشف من الأصل في 2016-08-03. {{استشهاد ويب}}: الوسيط author-name-list parameters تكرر أكثر من مرة (مساعدة)
7. ↑  Ochsenwald، William (2004). The Middle East, A History. McGraw Hill. ص. 57. ISBN:0-07-244233-6. مؤرشف من الأصل في 2022-07-15.

## الكتب
- ابن الأثير، عز الدين أبو الحسن علي بن محمد بن أبي الكرم الشيباني (1979). الكامل في التاريخ – المجلد الثاني. دار صادر.
- ابن الأثير، عز الدين أبو الحسن علي بن محمد بن أبي الكرم الشيباني (1979). الكامل في التاريخ – المجلد الثالث. دار صادر.
- ابن الأثير، عز الدين أبو الحسن علي بن محمد بن أبي الكرم الشيباني (1979). الكامل في التاريخ – المجلد الرابع. دار صادر.
- يوسف العش (1985)، الدولة الأموية: والأحداث التي سبقتها ومهدت لها ابتداءً من فتنة عثمان (ط. 2)، دمشق: دار الفكر للطباعة والنشر والتوزيع، OCLC:1103730805، QID:Q115500620
- حسن محمود الشافعي (1996)، موسوعة سفير للتاريخ الإسلامي، القاهرة: شركة سفير، OCLC:956988415، QID:Q114355498
- محمود، شاكر (الطبعة الأولى سنة 1982). التاريخ الإسلامي - 4 -: العهد الأموي. المكتب الإسلامي. {{استشهاد بكتاب}}: تحقق من التاريخ في: |سنة= (مساعدة)
- محمد محمد رسمي قباني (2006)، الدولة الأموية: من الميلاد إلى السقوط (ط. 1)، دمشق: دار وحي القلم، OCLC:4770010627، QID:Q115352688
- محمد محمد رسمي قباني (2006)، الوجيز في الخلافة الراشدة (ط. 1)، دمشق: دار وحي القلم، دار الفاتح، OCLC:4770010622، QID:Q115327049
- محمد، الخضري بك (1969). تاريخ الأمم الإسلامية 1-2: الدولة الأموية. المكتبة التجارية الكبرى.
- سعيد أحمد، برجاوي (الطبعة الأولى سنة 1984). الحروب الصليبية في المشرق. دار الآفاق الجديدة. {{استشهاد بكتاب}}: تحقق من التاريخ في: |سنة= (مساعدة)
- أحمد، أمين (الطبعة العاشرة سنة 1969). فجر الإسلام: يبحث عن الحياة العقلية في صدر الإسلام إلى آخر الدولة الأموية. دار الكتاب العربي. {{استشهاد بكتاب}}: تحقق من التاريخ في: |سنة= (مساعدة)

## وصلات خارجية
- التاريخ السياسي للدولة الأموية.
- الأمويون.